# Wilhelm Busch

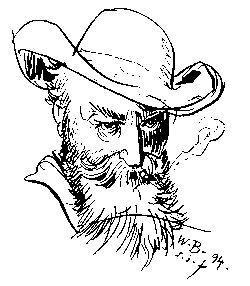
Wilhelm Busch, Selbstporträt, 1894

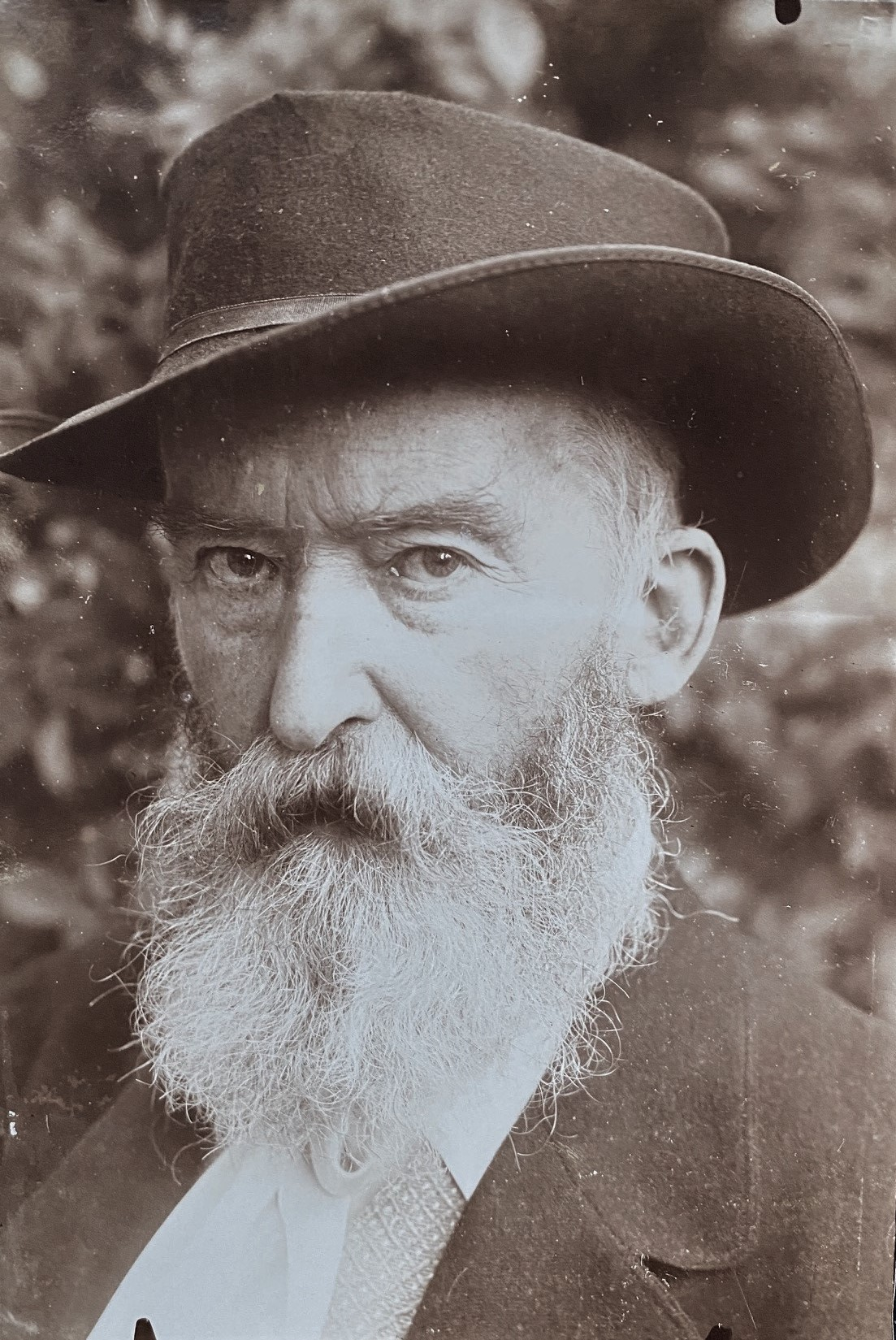
Wilhelm Busch vor 1908

Heinrich Christian Wilhelm Busch (* 14. April 1832 in Wiedensahl; † 9. Januar 1908 in Mechtshausen) war einer der einflussreichsten humoristischen Dichter und Zeichner Deutschlands. Zudem war er als von niederländischen Meistern beeinflusster Maler tätig.
Seine ersten Bildergeschichten erschienen ab 1859 als Einblattdrucke. In Buchform wurden sie erstmals 1864 unter dem Titel Bilderpossen veröffentlicht. Schon seit den 1870er Jahren in ganz Deutschland berühmt, galt er bei seinem Tod dank seiner äußerst volkstümlichen Bildergeschichten als „Klassiker des deutschen Humors“. Als Pionier des Comics schuf er u. a. Max und Moritz, Fipps, der Affe, Die fromme Helene, Plisch und Plum, Hans Huckebein, der Unglücksrabe, die Knopp-Trilogie und weitere, bis heute populäre Werke. Oft griff er darin satirisch die Eigenschaften bestimmter Typen oder Gesellschaftsgruppen auf, etwa die Selbstzufriedenheit und Doppelmoral des Spießbürgers oder die Frömmelei von Geistlichen und Laien. Viele seiner Zweizeiler sind im Deutschen zu festen Redewendungen geworden, zum Beispiel „Vater werden ist nicht schwer, Vater sein dagegen sehr“ oder „Dieses war der erste Streich, doch der zweite folgt sogleich“.
Wilhelm Busch war ein ernster und verschlossener Mensch, der viele Jahre seines Lebens zurückgezogen in der Provinz lebte. Seinen Bildergeschichten maß er selbst wenig Wert bei und bezeichnete sie als „Schosen“ (französisch chose = Sache, irgendwas). Er betrachtete sie zu Beginn als Broterwerb, mit dem er seine drückende wirtschaftliche Situation nach einem abgebrochenen Kunststudium und jahrelanger finanzieller Abhängigkeit von den Eltern aufbessern konnte. Sein Versuch, sich als ernsthafter Maler zu etablieren, scheiterte an seinen eigenen Maßstäben. Die meisten seiner Gemälde hat Wilhelm Busch vernichtet, die erhaltenen wirken häufig wie Improvisationen oder flüchtige Farbnotizen und lassen sich nur schwer einer malerischen Richtung zuordnen. Seine vom Stil Heinrich Heines und der Philosophie Arthur Schopenhauers beeinflusste Lyrik und Prosadichtung stießen beim Publikum, das mit seinem Namen komische Bildergeschichten verband, auf Unverständnis. Dass seine künstlerischen Hoffnungen enttäuscht wurden und er übersteigerte Erwartungen an sich selbst zurücknehmen musste, sublimierte er mit Humor. Dies spiegelt sich sowohl in seinen Bildergeschichten als auch in seinem literarischen Werk wider.

## Leben

### Familienhintergrund

Geburtshaus von Busch in Wiedensahl, 1908

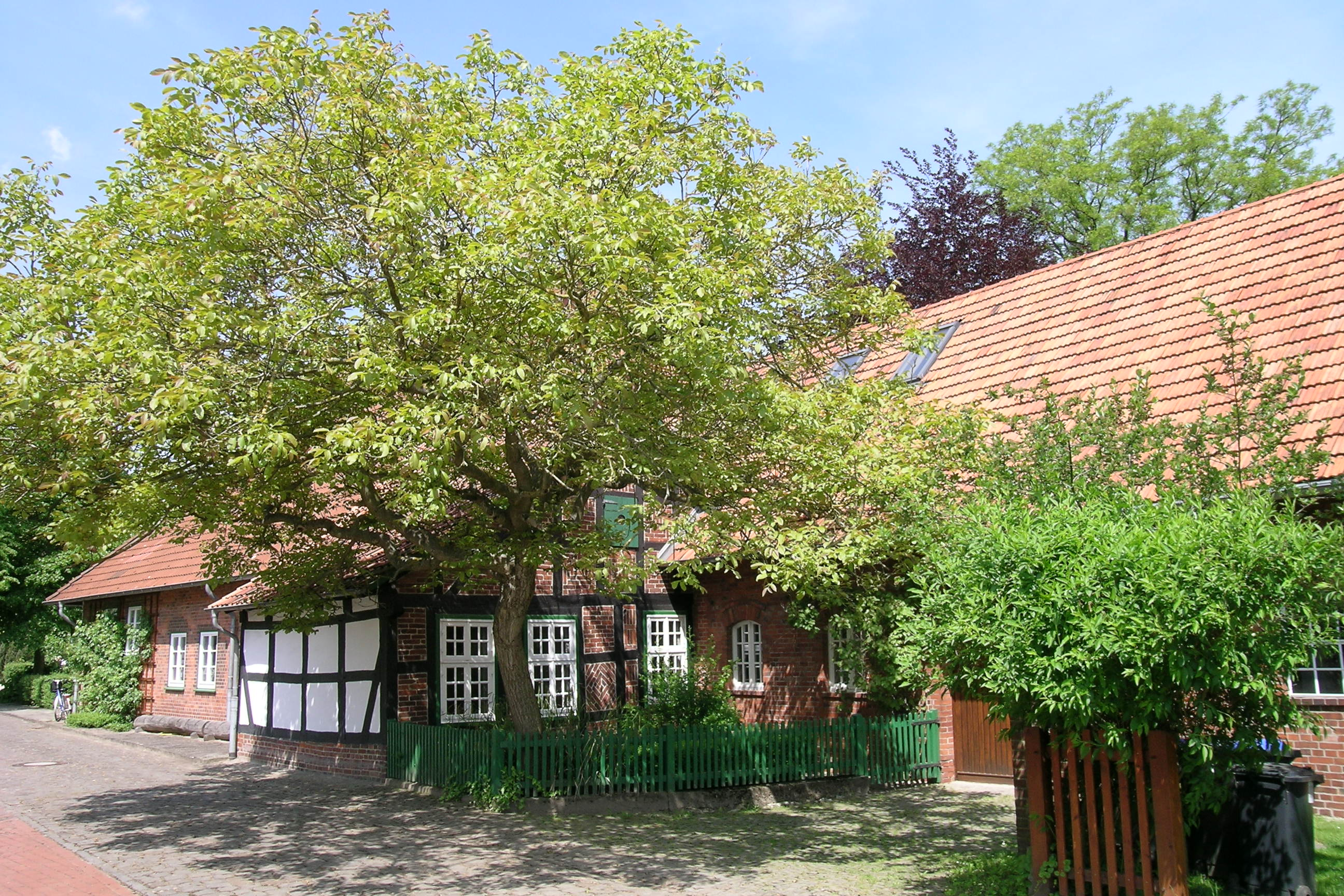
Geburtshaus in Wiedensahl, 2008

Der Großvater Wilhelm Buschs auf mütterlicher Seite, Johann Georg Kleine, ließ sich gegen Ende des 18. Jahrhunderts in dem kleinen, ländlich geprägten Ort Wiedensahl zwischen dem schaumburgischen Stadthagen und dem hannoverschen Kloster Loccum nieder. Er erwarb dort 1817 ein strohgedecktes Fachwerkhaus, in dem 15 Jahre später Wilhelm Busch zur Welt kam. Wilhelm Buschs Großmutter, Amalie Kleine, führte in dem Ort einen Krämerladen, in dem Buschs Mutter Henriette aushalf, während ihre zwei Brüder das Gymnasium besuchten. Johann Georg Kleine starb 1820. Seine Witwe führte gemeinsam mit ihrer Tochter den Krämerladen weiter, um den Lebensunterhalt der Familie sicherzustellen.
Mit 19 Jahren heiratete Henriette Kleine in erster Ehe den Nachfolger ihres Vaters, den Wundarzt Friedrich Wilhelm Stümpe. Bereits mit 26 Jahren war Henriette Kleine verwitwet, die drei Kinder aus dieser Verbindung waren noch als Kleinkinder verstorben. Etwa um 1830 ließ sich in Wiedensahl der unehelich geborene Bauernsohn Friedrich Wilhelm Busch nieder. Er hatte im benachbarten Loccum eine Kaufmannslehre absolviert und übernahm zunächst in Wiedensahl den Krämerladen, den er von Grund auf modernisierte.

### Kindheit (Wiedensahl)
Wilhelm Busch wurde am 14. April 1832 als erstes von sieben Kindern aus der Ehe zwischen Henriette Kleine und dem beständig Pfeife rauchenden Friedrich Wilhelm Busch in Wiedensahl geboren. Sechs weitere Geschwister folgten in kurzem Abstand. Fanny (1834), Gustav (1836), Adolf (1838), Otto (1841), Anna (1843) und Hermann (1845) überlebten alle ihre Kinderzeit. Die Eltern waren strebsame, fleißige und fromme Protestanten, die es im Laufe ihres Lebens zu einigem Wohlstand brachten. Sie konnten es sich später erlauben, neben Wilhelm zwei weitere ihrer Söhne studieren zu lassen. Die Bereitschaft Friedrich Wilhelm Buschs, in so hohem Maße in die Ausbildung seiner Söhne zu investieren, führt der Busch-Biograf Berndt W. Wessling zumindest zu einem Teil auf dessen eigene uneheliche Abstammung zurück, die insbesondere im dörflichen Raum ein erheblicher gesellschaftlicher Makel war.
Buschs erste Lektüre als siebenjähriger Knabe waren Gesangbuchverse, biblische Erzählungen und Märchen von Hans Christian Andersen.
Der junge Wilhelm Busch war zwar groß gewachsen, jedoch von eher zartem und feingliedrigem Körperbau. Jungenhaft derbe Streiche, wie er sie später seinen Protagonisten Max und Moritz andichtete, blieben in seiner Wiedensahler Kindheit selten. Er selbst hat sich später in seinen autobiografischen Skizzen und Briefen als ein empfindsames, ängstliches Kind geschildert, das die „Bangigkeit gründlich studiert“ habe und fasziniert, mitleidig und verstört reagierte, wenn im Herbst die Haustiere geschlachtet wurden. Das kindliche Miterleben der „schauderhaft anziehenden“ „Metamorphose in Wurst“ prägte Wilhelm Busch so nachhaltig, dass er sich während seines gesamten Lebens vor Schweinefleisch ekelte.
Im Herbst 1841, nach der Geburt des Bruders Otto, wurde der nunmehr neunjährige Wilhelm Busch seinem Onkel mütterlicherseits, dem 35-jährigen Pfarrer Georg Kleine in Ebergötzen, zur Erziehung anvertraut. Ein Grund dafür war wohl, neben der räumlichen Enge im kinderreichen Elternhaus, auch der Wunsch des Vaters, seinem Sohn eine bessere Erziehung zu verschaffen, als sie die Wiedensahler Dorfschule zu bieten vermochte, wo bis zu 100 Kinder gleichzeitig auf 66 Quadratmetern unterrichtet wurden. Die nächste von Wiedensahl aus erreichbare weiterführende Schule lag im ca. 20 Kilometer entfernten Bückeburg. Die Buschs hätten ihren Sohn dort als Kostgänger bei einer fremden Familie unterbringen müssen. Pfarrer Kleine dagegen, der gerade selbst erst Vater geworden war, verfügte in Ebergötzen über ein geräumiges Pfarrhaus und war prädestiniert, gemeinsam mit seiner Frau Fanny Petri eine Ersatzelternrolle wahrzunehmen. Tatsächlich erwies sich Georg Kleine als ein verantwortungsbewusster und fürsorglicher Onkel, bei dem Wilhelm Busch in den Jahren seiner Erfolglosigkeit immer wieder Zuflucht fand.

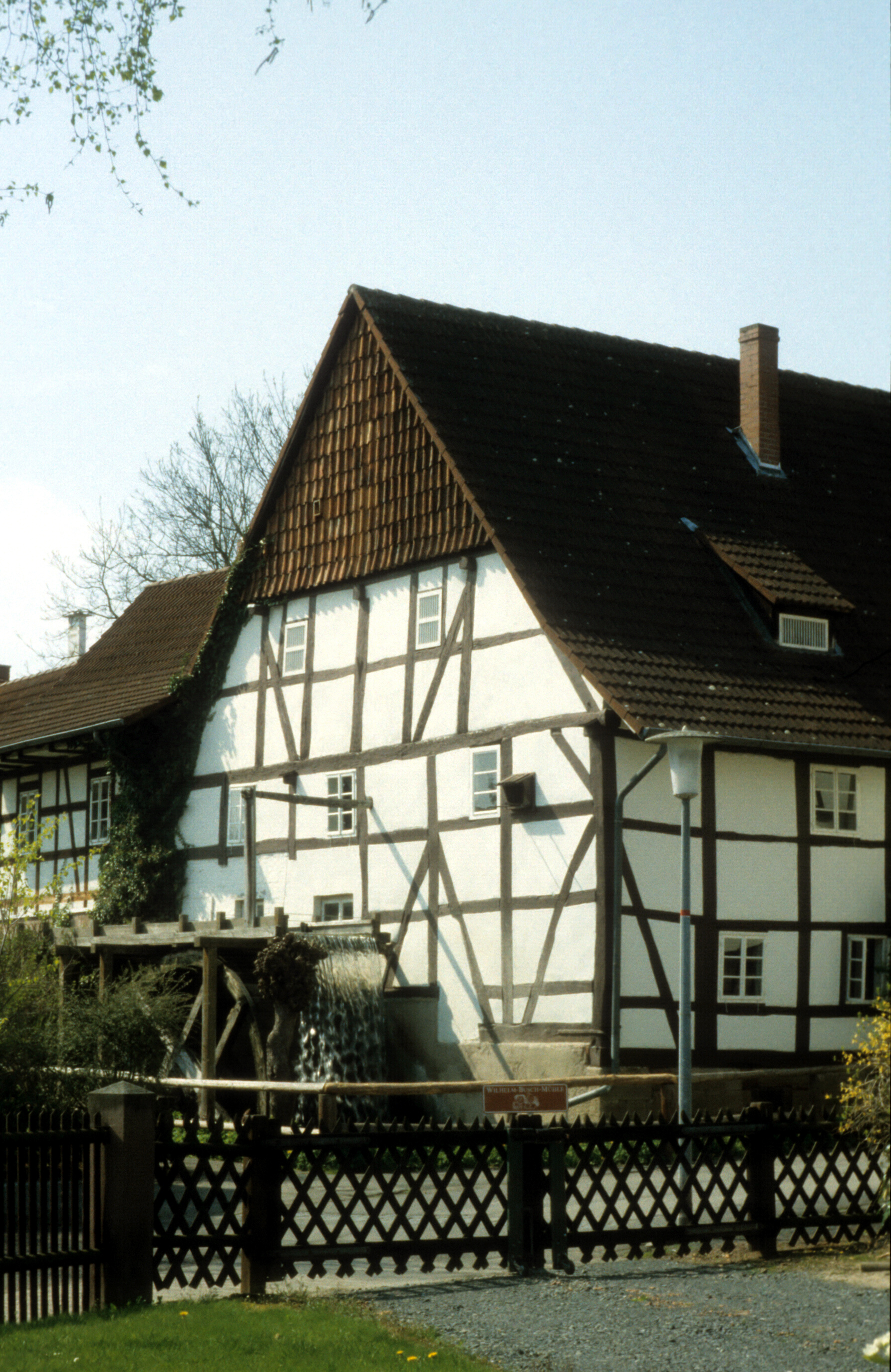
Mühle von Erich Bachmanns Vater in Ebergötzen

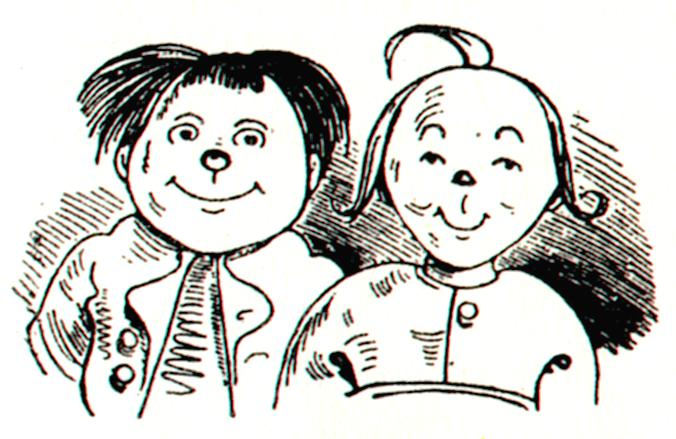
Einzelszene aus Max und Moritz

Von seinem Onkel erhielt Wilhelm Busch Privatunterricht, an dem auch sein neuer Freund Erich Bachmann (1832–1907) teilnehmen durfte. Bachmann war der Sohn des wohlhabendsten Müllers von Ebergötzen und im selben Alter wie Busch. Die Aufenthalte in der Bachmannschen Mühle fanden ihren Widerhall später in den Geschichten von Max und Moritz („ricke-racke, ricke-racke, geht die Mühle mit Geknacke […]“). Die Freundschaft zu Erich Bachmann, die Wilhelm Busch später als die längste und unverbrüchlichste seines Lebens bezeichnete, fand in der 1865 veröffentlichten Geschichte von Max und Moritz ihren literarischen Nachhall. Ein kleines Bleistiftporträt, das Busch im Alter von 14 Jahren von seinem Freund zeichnete, zeigt Bachmann als pausbäckigen, selbstbewussten Jungen, der ähnlich wie der Max dieser Geschichte von derber Struktur war. Das zeitgleich entstandene Selbstporträt Buschs weist einen Haarwirbel auf, der bei Moritz zur kessen Tolle wurde.
In welchen Fächern Georg Kleine seinen Neffen und dessen Freund unterrichtete, ist nicht genau bekannt. Als Theologe war Georg Kleine Altsprachler. In Mathematik erlernte Wilhelm Busch bei seinem Onkel nur die vier Grundrechenarten. Vermutlich war der naturwissenschaftliche Unterricht etwas umfangreicher, denn Georg Kleine war, wie viele Pfarrer seiner Zeit, Imker und verfasste Aufsätze und Fachbücher über sein Hobby. Wilhelm Busch hat in späteren Geschichten wie Die kleinen Honigdiebe (1859) oder Schnurrdiburr oder Die Bienen (1872) sein Interesse an der Imkerei unter Beweis gestellt (auch in Sachbeiträgen). Zum Unterricht gehörte auch Zeichnen und später das Lesen von deutschen und englischen Dichtern.
Zu seinen leiblichen Eltern hatte Wilhelm Busch während seiner Ebergötzener Jahre wenig Kontakt. Die Distanz von 165 Kilometern zwischen Wiedensahl und Ebergötzen entsprach damals einer dreitägigen Reise mit dem Pferdewagen. Der Vater kam zwar ein oder zwei Mal pro Jahr zu Besuch. Die Mutter blieb wegen der Versorgung der jüngeren Kinder in Wiedensahl zurück. Erst als Zwölfjähriger kehrte Wilhelm Busch für einen Besuch zu seiner Familie zurück. Bei der Wiederbegegnung erkannte die Mutter ihren Sohn zunächst nicht. Einige Biografen Buschs sehen in der frühen Entfremdung von den Eltern und vor allem von der Mutter die Ursache für sein späteres eigenbrötlerisches Junggesellentum.

### Jugend (Lüthorst)
Im Herbst 1846 zog Wilhelm Busch gemeinsam mit der Familie Kleine nach Lüthorst („Lüethorst“) um, wo sie die dortige Pfarre bezogen. Dort wurde er am 11. April 1847 konfirmiert, und dort hielt er sich bis 1897 häufig auf, zumal sein Bruder die angrenzende Domäne Hunnesrück verwaltete. Im September 1847 begann er ein Maschinenbaustudium am Polytechnikum Hannover. Buschs Biografen sind sich nicht einig, aus welchem Grund die schulische Ausbildung in diesem Moment abgebrochen wurde. Die meisten vertreten die Ansicht, dass dies auf Wunsch des Vaters geschah, der für seinen musisch veranlagten Sohn nicht ausreichend Verständnis gehabt habe. Eva Weissweiler vermutet jedoch, dass auch Pfarrer Georg Kleine an dieser Entscheidung wesentlichen Anteil hatte. Mögliche Auslöser sind nach ihrer Ansicht Wilhelm Buschs freundschaftlicher Umgang mit dem Gastwirt Brümmer, in dessen Gaststube politisch debattiert wurde, und Buschs mangelnde Bereitschaft, jedes Wort der Bibel und des Katechismus zu glauben.

### Studium (Hannover, Düsseldorf, Antwerpen)
Trotz anfänglicher Schwierigkeiten, den Stoff zu bewältigen, studierte Busch ab seinem 16. Lebensjahr fast vier Jahre am von Karl Karmarsch geleiteten „Polytechnikum“, der Technischen Hochschule zu Hannover. 1848 nahm Busch mit anderen „Polytechnikern“ unter Führung der Lehrer an Schutzmaßnahmen gegen Barrikaden errichtende Revolutionäre teil. Wenige Monate vor Abschluss des Studiums konfrontierte er die Eltern mit dem Wunsch, an die Kunstakademie Düsseldorf zu wechseln. Nach dem Bericht von Buschs Neffen Hermann Nöldeke war es vor allem die Mutter, bei der er Unterstützung fand.
Der Vater gab schließlich nach, und im Juni 1851 reiste Wilhelm Busch nach Düsseldorf, um sich dort an der Kunstakademie einzuschreiben. Zu seiner Enttäuschung wurde der 19-jährige dort nicht zur Klasse der fortgeschritteneren Studenten zugelassen, sondern kam nur in vorbereitende Klassen, die „Antikenklasse“ (Zeichnen nach der Antike) von Karl Ferdinand Sohn und „Unterricht in der Anatomie“ bei Heinrich Mücke. Obwohl die Eltern Studiengebühren für ein Jahr bezahlt hatten, blieb Wilhelm Busch dem Unterricht bald zunehmend fern.
Im Mai 1852 reiste Busch nach Antwerpen ab, um sein Kunststudium an der Koninklijke Academie voor Schone Kunsten bei Josephus Laurentius Dyckmans fortzusetzen. Seine Eltern hatte er mit dem (nicht zutreffenden) Argument überzeugt, dass das Studium in Antwerpen weniger verschult als in Düsseldorf sei und er dort die alten Meister studieren könne. In Antwerpen, wo er „am Eck der Käsbrücke bei einem Bartscherer“ und dessen Frau wohnte, sah er sich erstmals Gemälde von Peter Paul Rubens, Adriaen Brouwer, David Teniers und Frans Hals an. Die Gemälde schürten bei ihm die Begeisterung für Malerei (den 26. Juni 1852 bezeichnete Busch als den Beginn der bestimmteren Gestaltung seines „Charakters als Mensch und Maler“), ließen ihn aber gleichzeitig an den eigenen malerischen Fähigkeiten zweifeln. Schließlich brach er das Studium in Antwerpen ab.

### Wiedensahl
Nach einer schweren Typhuserkrankung – seine Antwerpener Wirtsleute hatten ihn gesundgepflegt – kehrte Wilhelm Busch 1853 mittellos nach Wiedensahl zurück. Der von seiner Erkrankung noch schwer Gezeichnete verbrachte die nächsten fünf Monate mit Malen und dem Sammeln von Volksmärchen, Sagen, Liedern, Balladen, Reimen und Bruchstücken aus dem lokalen Aberglauben. Buschs Biograf Joseph Kraus bewertet diese Sammlung als brauchbaren Beitrag zur Volkskunde, weil Wilhelm Busch nicht nur die Eigenheiten des Erzählers, sondern auch die Begleitumstände der Erzählsituation festhielt. Wilhelm Busch versuchte, diese Sammlung zu publizieren, fand aber keinen Verleger. Die Sammlung erschien erst nach seinem Tod. Sie brachte ihm während der Zeit des Nationalsozialismus den Ruf ein, ein „völkischer Seher“ gewesen zu sein.

### München

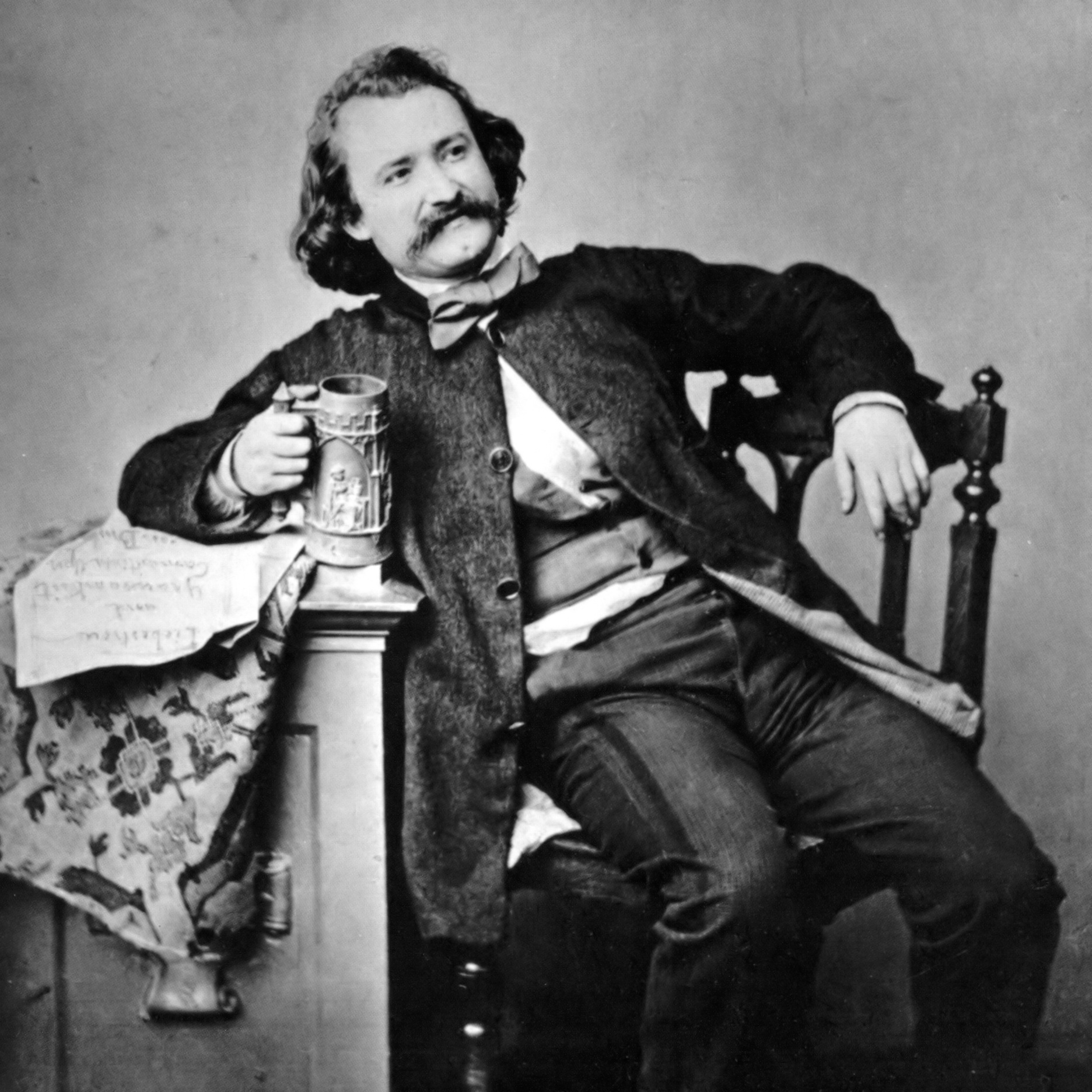
Wilhelm Busch, 1860 (Foto: Edgar Hanfstaengl)

Nachdem Wilhelm Busch weitere sechs Monate bei seinem Onkel Georg Kleine in Lüthorst verbracht hatte, wollte er in München sein Kunststudium fortsetzen. Der Wunsch führte zum Zerwürfnis mit dem Vater, der ihn schließlich mit einer letzten Geldzahlung nach München verabschiedete. Die Erwartungen, die Wilhelm Busch an das Kunststudium in München geknüpft hatte, wurden nicht erfüllt. Vier Jahre lang ließ sich Busch scheinbar planlos treiben. Er kehrte zwar immer wieder zu seinem Onkel nach Lüthorst zurück, hatte aber den Kontakt zu den Eltern abgebrochen. Seine Situation erschien ihm so perspektivlos, dass er in den Jahren 1857 und 1858 erwog, nach Brasilien auszuwandern, um dort Bienen zu züchten.
Kontakte zur Münchener Kunstszene fand Wilhelm Busch im Künstlerverein Jung-München (Vereinspräsident war Theodor Pixis), in dem nahezu alle wichtigen Münchener Maler zusammengeschlossen waren und für dessen Vereinszeitung er unter anderem Karikaturen und Gebrauchstexte verfertigte. Busch und seine Vereinsfreunde kamen in Brannenburg zu künstlerischen Studien zusammen. Kaspar Braun, der die satirischen Zeitungen Münchener Bilderbogen und Fliegende Blätter verlegte, wurde dadurch auf Busch aufmerksam und bot ihm schließlich eine freie Mitarbeit an. Dank der Honorare war Wilhelm Busch erstmals schuldenfrei und verfügte über ausreichende Geldmittel für seinen Lebensunterhalt.
In diese Zeit scheint auch die erste intensivere Beziehung zu einer Frau zu fallen. Darauf weist jedenfalls eine erhalten gebliebene Selbstkarikatur hin, die er der „Vielgeliebten in Ammerland“ widmete. Sein Werben um Anna Richter, eine 17-jährige Kaufmannstochter, die Wilhelm Busch durch seinen Bruder Gustav kennengelernt hatte, scheiterte 1862. Vermutlich weigerte sich Anna Richters Vater, seine Tochter einem zu dem Zeitpunkt noch unbekannten Künstler anzuvertrauen, der ohne regelmäßiges Einkommen war.
In die frühen Münchener Jahre fallen auch Wilhelm Buschs Versuche als Librettist, die heute so gut wie vergessen sind. Bis 1863 schrieb er drei größere Bühnenarbeiten, von denen mit Sicherheit zwei und möglicherweise auch die dritte von Georg Kremplsetzer vertont wurden. Weder Liebestreu und Grausamkeit, eine romantische Oper von Motzhoven in drei Akten noch das Märchensingspiel Hansel und Gretel (mit der Musik von Georg Kremplsetzer) und Der Vetter auf Besuch, eine Art Opera buffa in neun Szenen, waren sonderlich erfolgreich. Bei der Inszenierung von Der Vetter auf Besuch kam es zu Streitigkeiten zwischen Busch und Kremplsetzer, so dass Busch seinen Namen als Autor zurückzog und das Stück auf dem Theaterzettel nur noch als Singspiel von Georg Kremplsetzer geführt wurde.
Von 1876 bis 1880 war er Mitglied der damals schon renommierten Künstlergesellschaft Allotria.

### „Max und Moritz“

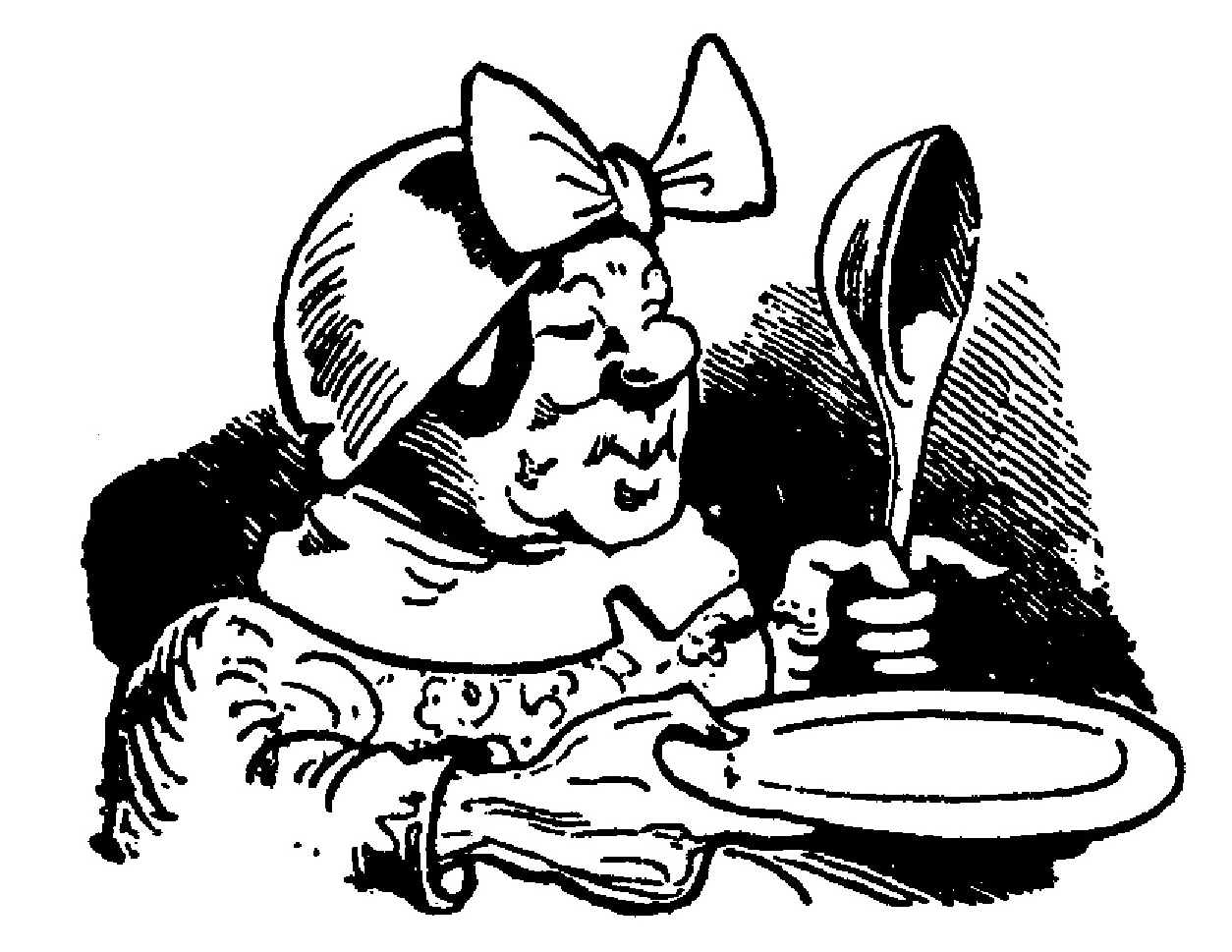
Witwe Bolte, Einzelszene aus Max und Moritz

Zwischen 1859 und 1863 verfasste Wilhelm Busch über hundert Beiträge für den Münchener Bilderbogen und die Fliegenden Blätter. Die Abhängigkeit vom Verleger Kaspar Braun fand Busch zunehmend beengend, sodass er sich mit Heinrich Richter, dem Sohn des sächsischen Malers Ludwig Richter, einen neuen Verleger suchte. In Heinrich Richters Verlag waren bislang nur Werke von Ludwig Richter sowie Kinderbücher und religiöse Erbauungsliteratur erschienen. Wilhelm Busch war sich dieser Tatsache möglicherweise nicht bewusst, als er mit Richter die Publikation eines Bilderbuchs vereinbarte. Die Themenwahl war Busch freigestellt, seine vier vorgeschlagenen Bildergeschichten stießen jedoch beim Verleger auf Vorbehalte. Die Bedenken Richters waren berechtigt, die 1864 erschienenen Bilderpossen erwiesen sich als Misserfolg.
Vermutlich als Wiedergutmachung für den erlittenen finanziellen Verlust bot Wilhelm Busch seinem Dresdner Verleger das Manuskript von Max und Moritz an und verzichtete dabei auf jegliche Honorarforderungen. Heinrich Richter lehnte das Manuskript allerdings wegen mangelnder Verkaufsaussichten ab. Schließlich erwarb Buschs alter Verleger Kaspar Braun für eine einmalige Zahlung von 1000 Gulden die Rechte an der Bildergeschichte. Dies entsprach etwa zwei Jahreslöhnen eines Handwerkers und war für Busch eine stolze Summe. Für Braun sollte sich das Geschäft als verlegerischer Glücksgriff erweisen.
Der Verkauf von Max und Moritz verlief zunächst sehr schleppend. Erst ab der zweiten Auflage 1868 verbesserten sich die Verkaufszahlen, und in Buschs Todesjahr 1908 zählte man bereits die 56. Auflage und mehr als 430.000 verkaufte Exemplare. Von der Kritik blieb das Werk zunächst unbeachtet. Erst nach 1870 kritisierten es die Pädagogen der Bismarckzeit als frivoles Werk mit jugendgefährdender Wirkung.

### Frankfurt am Main, auch Wiedensahl, Lüthorst und Wolfenbüttel

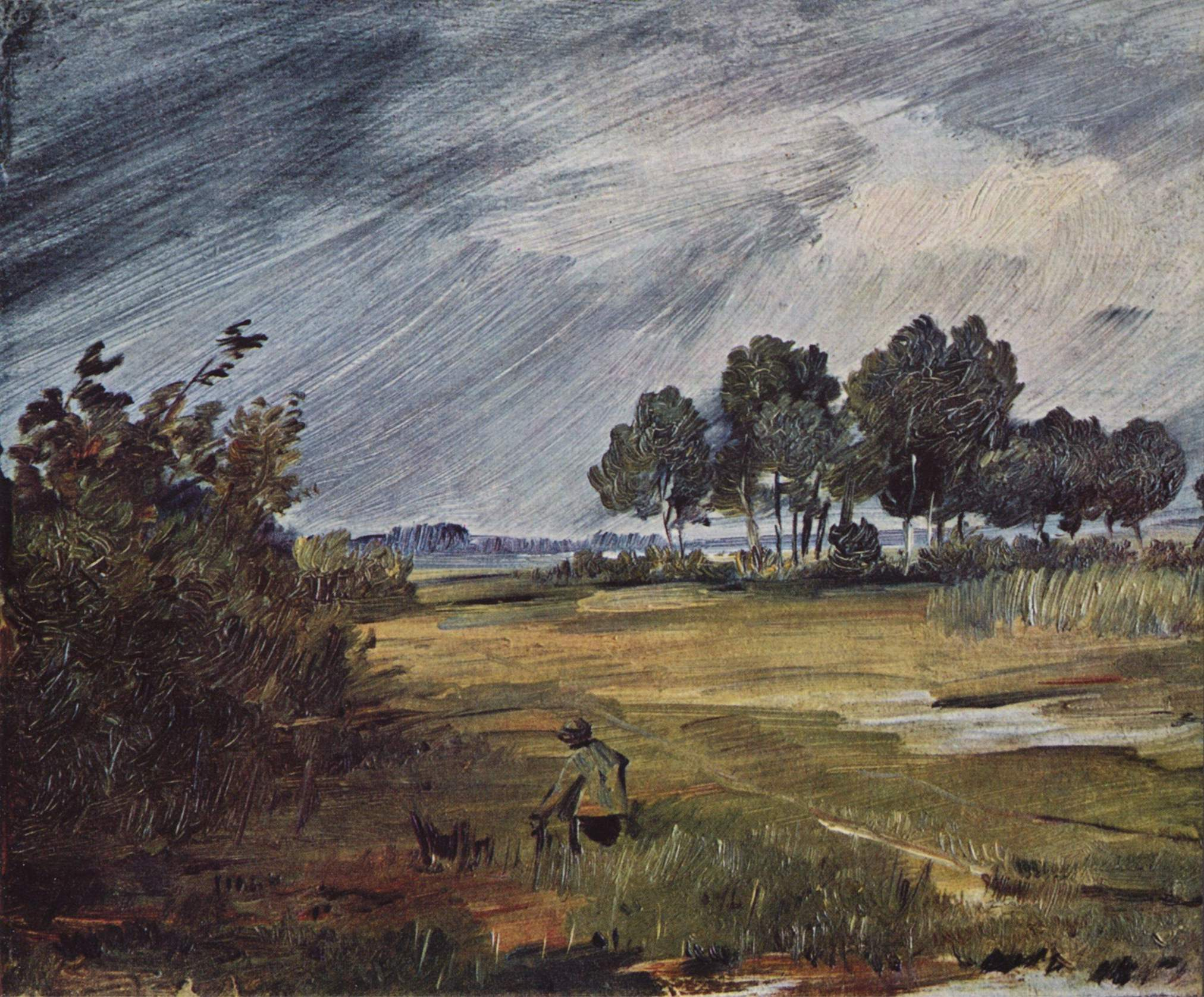
Regenlandschaft, undatiert

Mit zunehmendem wirtschaftlichem Erfolg kehrte Wilhelm Busch immer häufiger nach Wiedensahl zurück. In München lebten nur noch wenige seiner Bekannten, der Künstlerverein hatte sich zwischenzeitlich aufgelöst. Schließlich gab Busch seinen Wohnsitz in München auf. Im Juni 1867 besuchte er erstmals seinen Bruder Otto in Frankfurt am Main, wo dieser als Hauslehrer der wohlhabenden Bankiers- und Industriellenfamilie Keßler angestellt war. Wilhelm Busch schloss schnell Freundschaft mit der Hausherrin Johanna Keßler. Die siebenfache Mutter war in Frankfurt eine einflussreiche Kunst- und Musikmäzenin, die in ihrer Villa an der Bockenheimer Landstraße regelmäßig einen Salon veranstaltete, in dem Maler, Musiker und Philosophen verkehrten. In Wilhelm Busch glaubte sie einen großen Maler zu entdecken, und Anton Burger, der führende Maler der Kronberger Malerkolonie, unterstützte sie in dieser Einschätzung. Während sie Wilhelm Buschs humoristischen Zeichnungen nicht viel abgewinnen konnte, wollte sie seine Malerkarriere fördern. Sie richtete ihm zunächst eine Wohnung und ein Atelier in ihrer Villa ein. Später nahm sich Busch in der Nähe der Keßlerschen Villa eine eigene Wohnung, in der eine Haushälterin der Familie Keßler regelmäßig nach dem Rechten sah. Von der Unterstützung und Bewunderung Johanna Keßlers motiviert, gelten die Frankfurter Jahre als der Zeitraum, in dem Wilhelm Busch malerisch am produktivsten war. Sie zählen auch zu den geistig angeregtesten, da er sich durch seinen Bruder intensiver mit dem Werk Arthur Schopenhauers auseinandersetzte und durch Johanna Keßler am kulturellen Leben Frankfurts teilnahm.
Busch ließ sich nicht dauerhaft in Frankfurt am Main nieder. Gegen Ende der 1860er Jahre pendelte er ständig zwischen Frankfurt, Wiedensahl, Lüthorst und Wolfenbüttel, wo sein Bruder Gustav lebte. Die Verbindung zu Johanna Keßler währte fünf Jahre. Nach seiner Rückkehr nach Wiedensahl im Jahre 1872 blieb es zunächst bei einer Brieffreundschaft, die zwischen 1877 und 1891 völlig einschlief. Erst 1891 kam es auf Initiative der Keßlerschen Töchter wieder zu einem Kontakt zwischen Wilhelm Busch und der mittlerweile verwitweten Johanna Keßler.

### „Der heilige Antonius von Padua“ und „Die fromme Helene“
In die Frankfurter Jahre fällt die Veröffentlichung von drei in sich geschlossenen Bildergeschichten, die teilweise oder ganz von Buschs antiklerikaler Einstellung bestimmt waren und in Deutschland vor dem Hintergrund des Kulturkampfs schnell weite Verbreitung fanden. Wilhelm Busch begriff seine Geschichten in der Regel nicht als eine Stellungnahme zu Fragen des politischen Tagesgeschehens. In ihrer satirischen Überzeichnung von Frömmelei, Aberglauben und spießiger Doppelmoral gehen zumindest zwei der Bildergeschichten weit über den konkreten historischen Kontext hinaus. Die dritte Bildergeschichte, Pater Filucius, hat einen stärkeren Zeitbezug und wurde vom Autor selbstkritisch als eine „allegorische Eintagsfliege“ bezeichnet.
In Der heilige Antonius von Padua wendet sich Wilhelm Busch gegen das Heiligenbild der katholischen Kirche. Die Bildergeschichte erschien zu dem Zeitpunkt, zu dem Pius IX. die Dogmen der päpstlichen Unfehlbarkeit verkündete, an denen sich die protestantische Welt außerordentlich rieb. Der Verlag Moritz Schauenburg, der den Heiligen Antonius herausbrachte, wurde wegen anderer Veröffentlichungen besonders streng von der Zensur überwacht. Die Veröffentlichung von Buschs neuer Bildergeschichte nahm die Staatsanwaltschaft in Offenburg zum Anlass, den Verleger Schauenburg am 8. Juli 1870 wegen „Herabwürdigung der Religion und Erregung öffentlichen Ärgernisses durch unzüchtige Schriften“ anzuklagen, was Busch sehr traf. Anstoß erregten insbesondere Szenen, in denen der Teufel in Form einer leicht geschürzten Balletteuse Antonius zu verführen sucht und dieser gemeinsam mit einem Schwein im Himmel aufgenommen wird. Der heilige Antonius von Padua wurde beschlagnahmt. Doch am 27. März 1871 sprach das Gericht in Offenburg den Verleger frei. In Österreich hingegen blieb das Werk bis 1902 verboten.
Moritz Schauenburg lehnte die Veröffentlichung der nächsten Bildergeschichte ab, da er weitere Anklagen befürchtete. Die fromme Helene wurde stattdessen von Otto Friedrich Bassermann herausgebracht, den Wilhelm Busch aus seiner Münchener Zeit kannte. In dem Werk, das sehr bald auch in anderen europäischen Sprachen erschien, beleuchtet Busch satirisch religiöse Heuchelei und zwielichtige Bürgermoral:
Ein guter Mensch gibt gerne acht,

Ob auch der andre was Böses macht;

Und strebt durch häufige Belehrung

Nach seiner Beß’rung und Bekehrung
Viele Einzelheiten der frommen Helene lassen Kritik am Lebenskonzept der Familie Keßler erkennen. Johanna Keßler war mit einem deutlich älteren Mann verheiratet und ließ ihre Kinder von Gouvernanten und Hauslehrern großziehen, während sie eine aktive Rolle im Frankfurter Gesellschaftsleben spielte.
Schweigen will ich vom Theater

Wie von da, des Abends spät,

Schöne Mutter, alter Vater

Arm in Arm nach Hause geht

Zwar man zeuget viele Kinder,

Doch man denket nichts dabei.

Und die Kinder werden Sünder,

Wenn’s den Eltern einerlei.

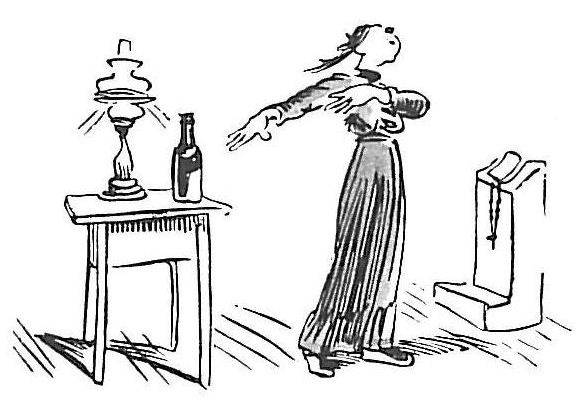
Einzelszene aus Die fromme Helene

Auch die Heirat der deutlich gealterten Helene mit dem reichen G. J. C. Schmöck scheint eine Anspielung auf Johanna Keßlers Mann zu sein, der seinen Namen zu J. D. H. Keßler abkürzte. Nach Meinung der Busch-Biografin Eva Weissweiler leitet sich Schmöck von Schmock ab, einem jiddischen Schimpfwort, das „Dummkopf“ oder „Trottel“ bedeutet. Johanna Keßler wird auch diese Anspielung verstanden haben, denn ihr Mann war an Kunst und Kultur gänzlich uninteressiert.

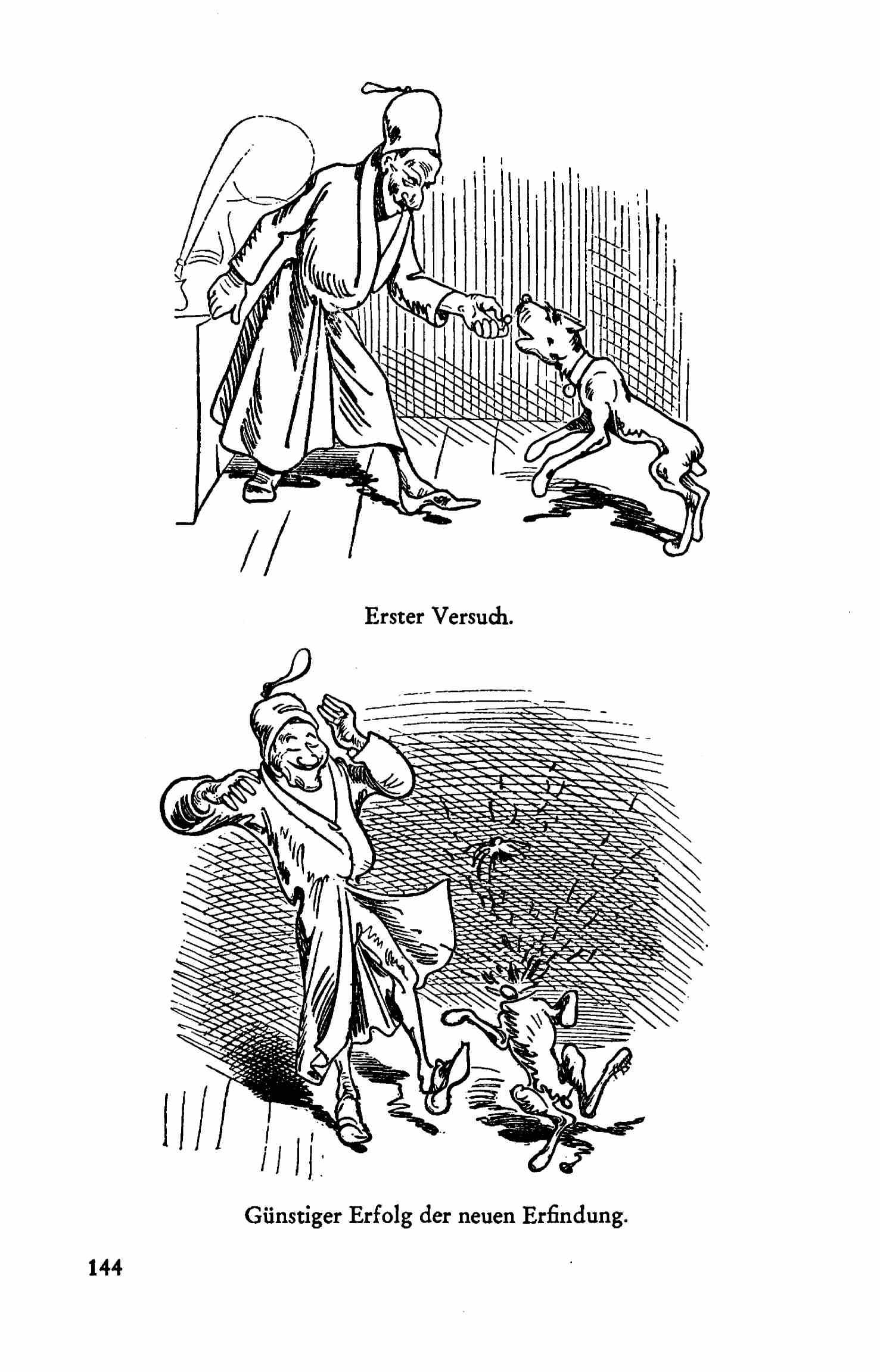
Zwei Szenen aus Monsieur Jacques à Paris während der Belagerung von 1870

Im zweiten Teil der frommen Helene greift Wilhelm Busch das katholische Pilgerwesen an. Begleitet von ihrem Vetter Franz, einem katholischen Priester, geht die bis dahin kinderlose Helene auf Wallfahrt zu einem Ort, der vor allem von Frauen mit unerfülltem Kinderwunsch aufgesucht wird. Die Wallfahrt zeigt Erfolg, wenn auch nicht durch fromme Gebete herbeigeführt: Nach gebührender Zeit bringt Helene Zwillinge zur Welt, deren Ähnlichkeit mit ihrem Erzeuger dem Leser deutlich macht, dass nicht Schmöck, sondern Vetter Franz der Vater ist. Letzterer findet jedoch ein vorzeitiges Ende, da er wegen seines Interesses am weiblichen Küchenpersonal vom eifersüchtigen Kammerdiener Jean erschlagen wird. Der mittlerweile verwitweten Helene bleiben nur Rosenkranz, Gebetbuch und Alkohol als Lebenstrost. Ihr Ende findet sie, als sie betrunken in eine brennende Petroleumlampe stürzt. Nach Helenes tragikomischem Ende formuliert der Spießer Nolte einen Moralsatz, der vielfach als treffende Zusammenfassung schopenhauerischer Weisheit ausgelegt wird:
Das Gute – dieser Satz steht fest –

Ist stets das Böse, was man läßt!
Pater Filucius ist die einzige Bildergeschichte im Gesamtwerk, die auf eine Anregung des Verlegers zurückgeht. Sie gilt unter den drei antiklerikalen Bildergeschichten als die schwächste. Die Geschichte, die sich gegen den umstrittenen Jesuitenorden richtet, zielte nach dem Erfolg des heiligen Antonius und der frommen Helene erneut auf eine antikatholische Käuferschaft ab.
Im Werk Wilhelm Buschs gibt es wenige weitere Versgeschichten, die sich auf aktuelle Ereignisse beziehen. Zu diesen zählt Monsieur Jacques à Paris während der Belagerung von 1870. Die Busch-Biografin Manuela Diers bezeichnet diese Bildergeschichte als ein „geschmackloses Werk, das antifranzösische Affekte bedient und sich über die Not der Franzosen in ihrer von den preußischen Truppen belagerten Hauptstadt lustig macht“. Es zeigt einen zunehmend verzweifelten französischen Bürger, der während der deutschen Belagerung von Paris in seiner Not zunächst eine Maus als „häusliches Wildbret“ verzehrt, dann den Schwanz seines Hundes amputiert, um ihn zu kochen, und schließlich eine „Explosionspille“ erfindet, die erst seinen Hund und dann zwei seiner Mitbürger das Leben kostet. Weissweiler weist allerdings darauf hin, dass Wilhelm Busch in seinen Geschichten nach allen Seiten ironische Hiebe austeilte.
Mit Eginhard und Emma (1864), einer fiktiven Familienepisode aus dem Leben Karls des Großen, machte er den enthusiastischen Ruf nach einem Deutschen Reich auf den Fundamenten des Heiligen Römischen Reichs und den höfischen Katholizismus lächerlich; in Der Geburtstag oder die Partikularisten ironisierte er die fanatisch antipreußische Gesinnung seiner hannoverschen Landsleute.

### „Kritik des Herzens“

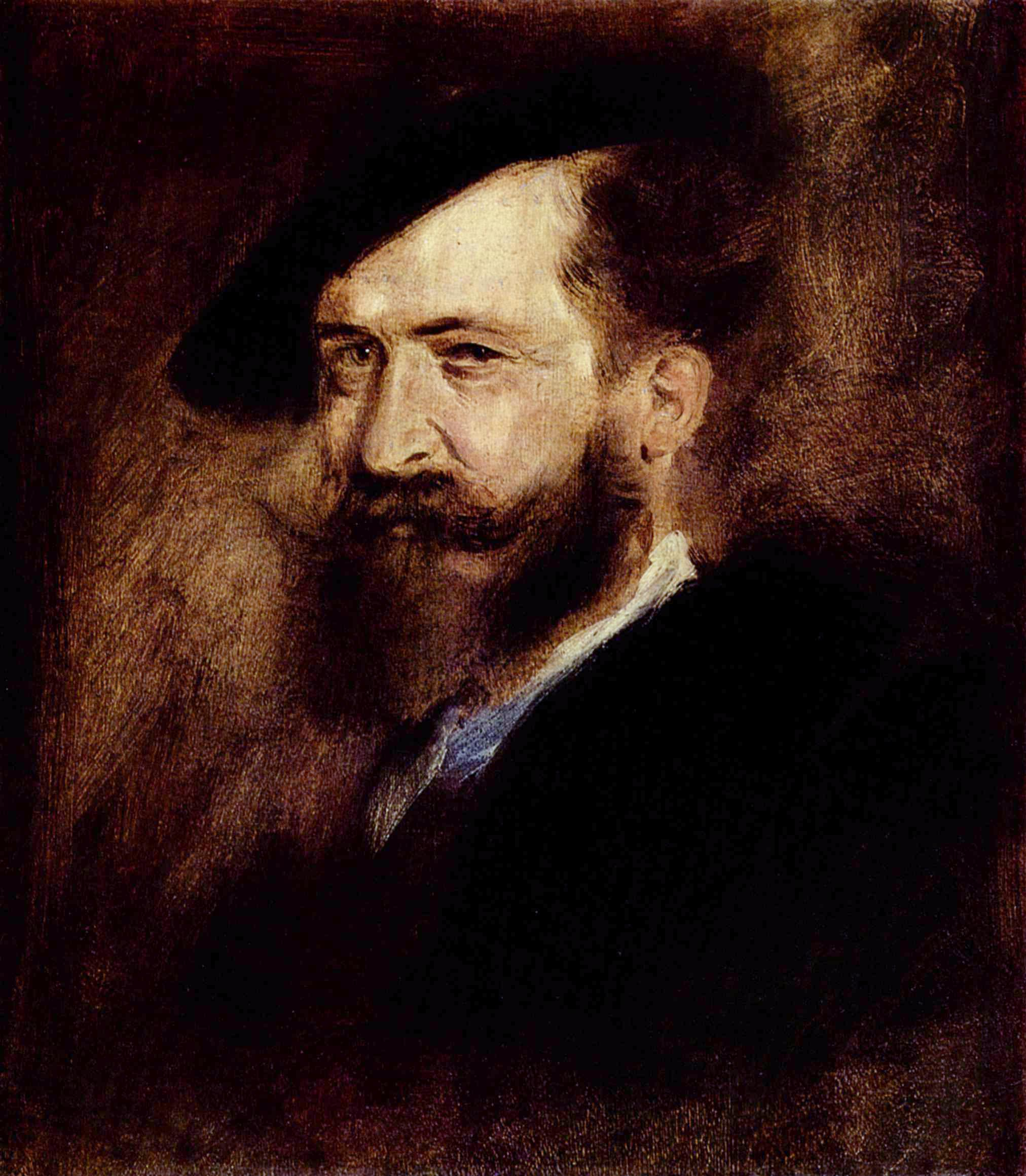
Busch-Porträt von Franz von Lenbach, um 1875

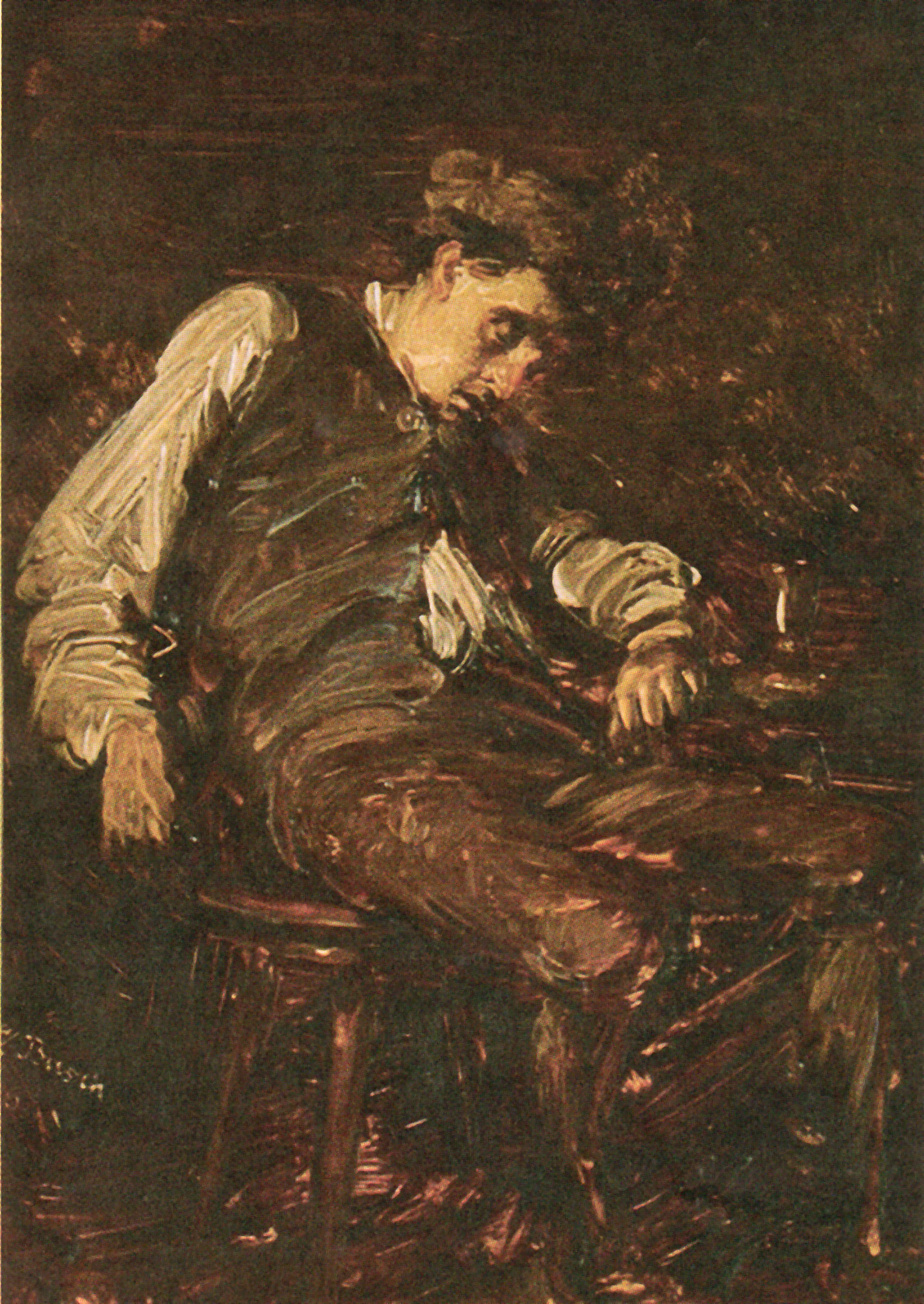
Eingeschlafener Trinker von Wilhelm Busch, 1869, heute Städelsches Kunstinstitut

Mit dem Wegzug von Frankfurt verzichtete Wilhelm Busch für eine Weile darauf, weitere Bildgeschichten zu zeichnen, und widmete sich überwiegend seinem ersten rein literarischen Text, der Gedichtsammlung Kritik des Herzens. Mit seinen Gedichten wollte er sich seiner Leserschaft als neuer, ernsthafter Autor zeigen. Die zeitgenössische Kritik reagierte auf die 81 Gedichte überwiegend verständnislos bis vernichtend. Selbst Buschs langjähriger Freund Paul Lindau fand es schwer, die Sammlung schönzureden, und nannte sie vorsichtig „sehr ernsthafte, tief empfundene, reizende Gedichte“. Seine Leserschaft reagierte dagegen verstört bis aufgebracht auf die Gedichte, die häufig Ehe und Sexualität thematisierten.
Die treibende Kraft zur Erschaffung dieses Werks waren Buschs Eigenliebe und die Lust an der Selbstbespiegelung und nicht nur das Streben nach Ruhm und Ehre. Sein damaliger Verlagsvertreter Bassermann schrieb Busch: „Die Kritik des Herzens scheint einen wahren Sturm in der Presse zu erregen.“ Dennoch gab es nur wenige positive Rezensionen. Dass dieses Werk keinen Erfolg hatte, lag zumeist daran, dass es den damaligen Lyrik-Vorstellungen nicht entsprach.
Busch sagte über das Werk Kritik des Herzens:

„In kleinen Variationen über ein bedeutendes Thema sollen diese Gedichte ein Zeugnis meines und unseres bösen Herzens ablegen.“

#### „Das Bild des Mann’s in nackter Jugendkraft“
Das Bild des Mann’s in nackter Jugendkraft

So stolz in Ruhe und bewegt so edel,

Wohl ist’s ein Anblick, der Bewunderung schafft;

Drum Licht herbei! Und merke dir’s, o Schädel!

Jedoch ein Weib, ein unverhülltes Weib –

Da wird dir’s doch ganz anders, alter Junge.

Bewundrung zieht sich durch den ganzen Leib

Und greift mit Wonneschreck an Herz und Lunge.

Und plötzlich jagt das losgelaßne Blut

Durch alle Gassen, wie die Feuerreiter.

Der ganze Kerl ist eine helle Glut;

Er sieht nichts mehr und tappt nur noch so weiter.

#### „Sahst du das wunderbare Bild von Brouwer?“

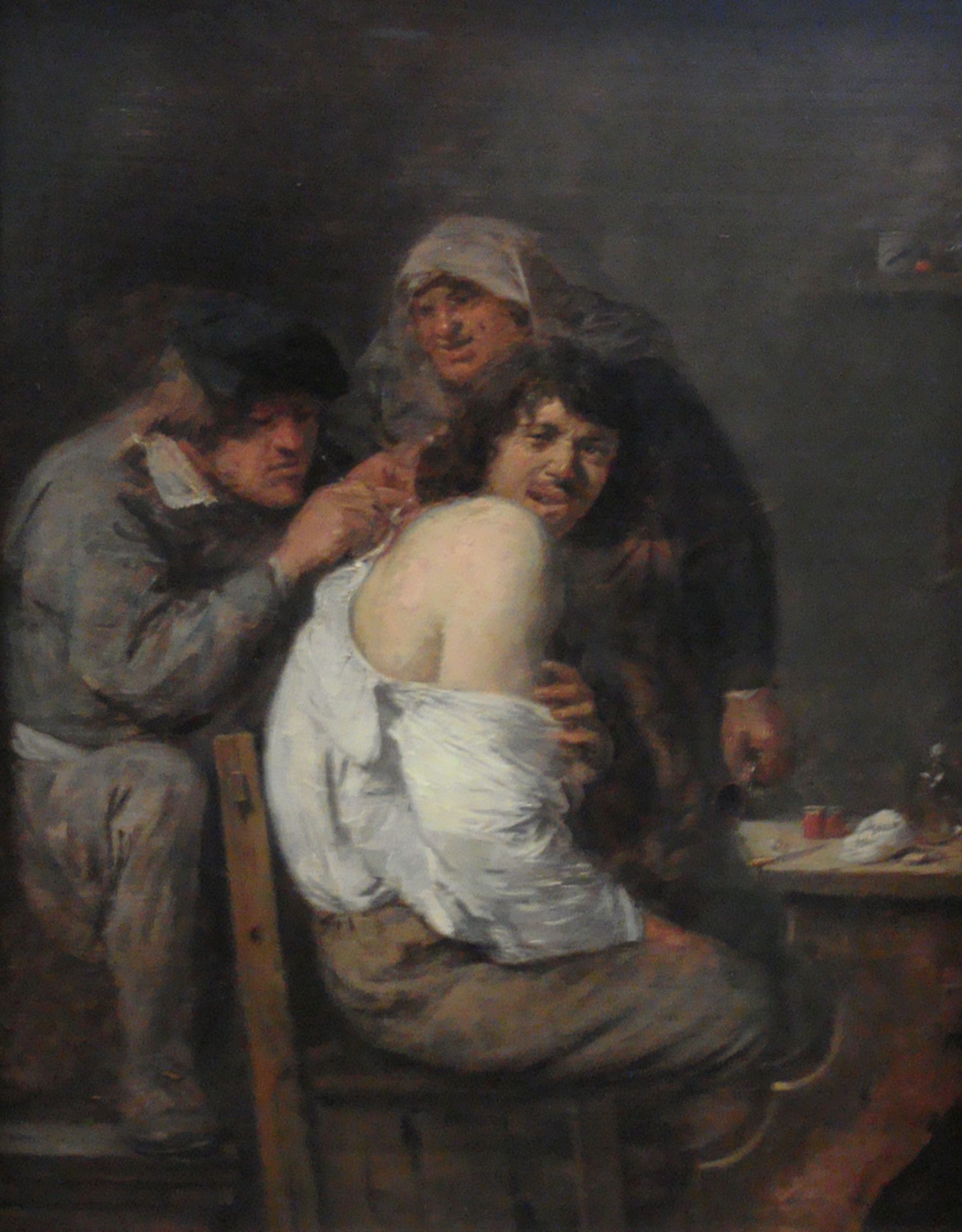
Die Operation am Rücken von Adriaen Brouwer, Städel-Museum

Sahst du das wunderbare Bild von Brouwer?

Es zieht dich an wie ein Magnet.

Du lächelst wohl, derweil ein Schreckensschauer

Durch deine Wirbelsäule geht.

Ein kühler Doktor öffnet einem Manne

Die Schwäre hinten im Genick;

Daneben steht ein Weib mit einer Kanne,

Vertieft in dieses Mißgeschick.

Ja, alter Freund, wir haben unsre Schwäre

Meist hinten. Und voll Seelenruh

Drückt sie ein andrer auf. Es rinnt die Zähre,

Und fremde Leute sehen zu.
Eva Weissweiler schließt nicht aus, dass eine zunehmende Alkoholkrankheit Busch daran hinderte, sich mit seinem Werk selbstkritisch auseinanderzusetzen. Er schien sich jedoch seines Problems bewusst zu sein. Einladungen zu Feiern, bei denen Alkohol getrunken wurde, schlug Busch zunehmend aus. Wein ließ er sich von Otto Bassermann nach Wiedensahl schicken, damit in seiner unmittelbaren Umgebung seine Sucht möglichst unentdeckt bliebe. Auch auf seinen Bildern zeigte er immer häufiger Trinker. Alkohol war nicht seine einzige Sucht. 1874 zeigte Wilhelm Busch, der ein starker Raucher war, Symptome einer schweren Nikotinvergiftung.

#### Briefwechsel mit Marie Anderson
Im Januar 1875 nahm die niederländische Schriftstellerin Marie Anderson brieflichen Kontakt zu Wilhelm Busch auf. Sie gehörte zu den wenigen, die sich lobend über Kritik des Herzens äußerten, und plante außerdem, das Buch für eine niederländische Zeitung zu rezensieren. Busch reagierte euphorisch auf ihren Brief; zwischen Januar und Oktober 1875 wechselten sie über fünfzig Briefe. Die Briefe Andersons sind bis auf einen nicht erhalten. Nur Buschs Briefe, die sich an sie richten, sind in Abschriften erhalten. Marie Anderson scheint eine unermüdliche Fragerin gewesen zu sein, die Wilhelm Busch motivierte, sich zu Fragen der Philosophie, Religion und Moral zu äußern.
An Frau Marie Anderson, Wiesbaden(Wiedensahl(Hannover), den 20. Jan. 1875)
Ihr Urtheil, gnädige Frau, ist mir äußerst schmeichelhaft gewesen. Dem kleinen Buche*, welches vielfach mit einer gewissen sittlichen Entrüstung zurück gewiesen wurde, wird es hoffentlich wohl thun, daß eine Dame so freundlich ihre Hand darauf gelegt. – Genehmigen Sie die Versicherung meiner ausßerordentlichen Hochachtung. * Kritik des Herzens
Im Laufe der Zeit verändert sich auch die Anrede und die Verabschiedungsform von Busch. Aus dem anfänglichen „Geehrte Frau Anderson!“ und „Freundlichen Gruß! W. Busch“ wurde in dem Brief aus Wiedensahl, 25. Juli 1875:
Liebe Mary! […] Mit tausend Grüßen Ihr W. Busch.
Auch wenn Busch auf Reisen war, teilte er Anderson immer seine neue Adresse mit, so dass sie immer in Kontakt bleiben konnten. Am 29. August 1875 schrieb Busch an sie aus Wiedensahl: Obgleich ich Vivisectionen nicht liebe, so werd ich doch stets freundlich an Sie gedenken.
Im Oktober 1875 kam es in Mainz zu einer mehrstündigen Begegnung zwischen den beiden. Nach dem Ausflug kehrte Busch in „fürchterlicher Stimmung“ zu seinem Verleger Bassermann nach Heidelberg zurück. Aus dessen Erinnerungen ist überliefert, dass mehrere Familienmitglieder die Ursache für Buschs auffälliges Verhalten in einer missglückten Brautschau vermuteten. Es gibt tatsächlich keine Hinweise darauf, dass Wilhelm Busch nach dem Kontakt mit Marie Anderson noch eine nähere Beziehung mit einer Frau anstrebte.
Der Briefwechsel wurde danach noch eine Zeit lang mit deutlicher Reserve und größer werdenden Zeitabständen fortgesetzt und endete nach drei Jahren ganz.

### „Abenteuer eines Junggesellen“
Trotz der Schaffenspause nach dem Wegzug von Frankfurt gehören die 1870er Jahre zu Wilhelm Buschs produktivsten Jahren. 1874 veröffentlichte er Dideldum!, eine Sammlung kurzer Bildgeschichten. Ab 1875 erschien seine Knopp-Trilogie. Abenteuer eines Junggesellen war der erste Teil, deren Fortsetzungen als Herr und Frau Knopp 1876 und Julchen 1877 erschienen. Erstmals ist hier der Bürger nicht Opfer handlungsstarker Plagegeister, wie es in Max und Moritz oder Hans Huckebein, der Unglücksrabe der Fall war, sondern durchgängig die handelnde Hauptperson. Gänzlich unpathetisch lässt er seinen Helden Tobias Knopp die eigene Vergänglichkeit gewahr werden:
Rosen, Tanten, Basen, Nelken

Sind genötigt zu verwelken;

Ach – und endlich auch durch mich

Macht man einen dicken Strich

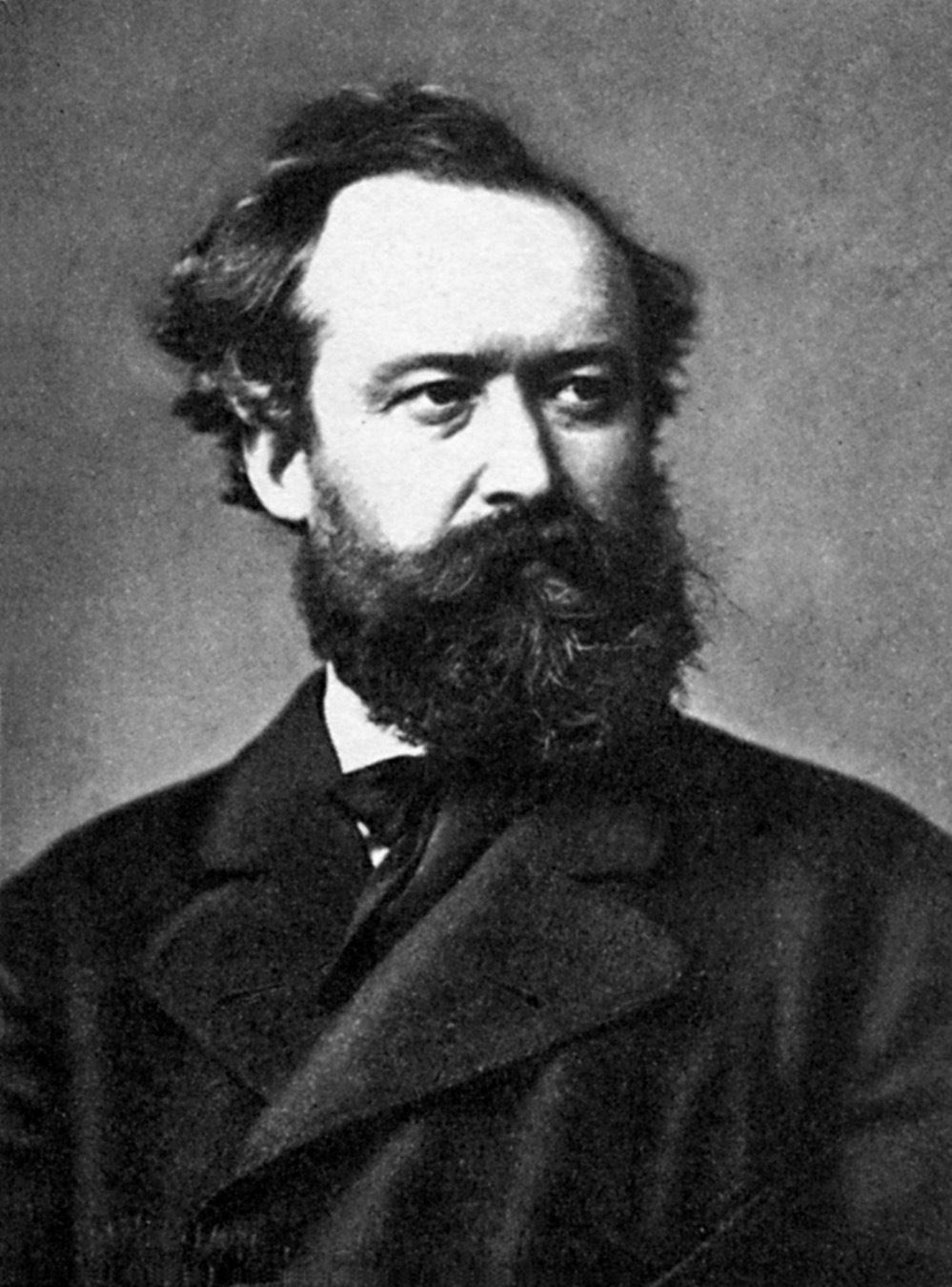
Wilhelm Busch 1878, Fotografie von Edgar Hanfstaengl

Um der Leere seines Daseins zu begegnen, geht Tobias Knopp im ersten Teil der Trilogie auf Brautschau und besucht seine alten Freunde, die er durchgängig in wenig beneidenswerten ehelichen Verhältnissen vorfindet. Da ihn auch das Beispiel des einsam lebenden Eremiten nicht überzeugt, macht er, nach Hause zurückgekehrt, kurzerhand seiner Haushälterin einen Heiratsantrag, der nach Meinung von Buschs Biografen Joseph Kraus der kürzeste der deutschen Literaturgeschichte ist:
Mädchen, – spricht er – sag mir ob –

Und sie lächelt: Ja, Herr Knopp!
In der Darstellung der „ehelichen Lustbarkeiten“ ging Wilhelm Busch bis an die Grenze dessen, was bei einer im Buchhandel des 19. Jahrhunderts frei verkäuflichen Veröffentlichung möglich war. Lebensinhalt der beiden wird schließlich Tochter Julchen. Und nachdem Tobias Knopp ein zufriedenes Eheleben lang von einer Mahlzeit zur anderen duselt und schließlich auch seine Tochter verheiratet hat, wird sein Leben wieder gänzlich bedeutungslos.
Knopp der hat hienieden nun

Eigentlich nichts mehr zu tun. –

Er hat seinen Zweck erfüllt. –

Runzlich wird sein Lebensbild. –
Wie er erwacht, das sieht man hier:

Ein jedes Haar ein Pfropfenziehr

Aus Die Haarbeutel. Der Betrunkene (Die ängstliche Nacht)
Wie er erwacht, das sieht man hier:
Ein jedes Haar ein Pfropfenziehr

Nach Ansicht von Buschs Biografen Berndt W. Wessling schrieb sich Wilhelm Busch mit seiner Knopp-Trilogie die Lust auf eine Ehe vom Leib. Seine Haushälterin fand er in seiner Schwester Fanny. An Marie Anderson schrieb er: „Ich werde nie heiraten … Bei meiner Schwester habe ich es nun auch gut.“

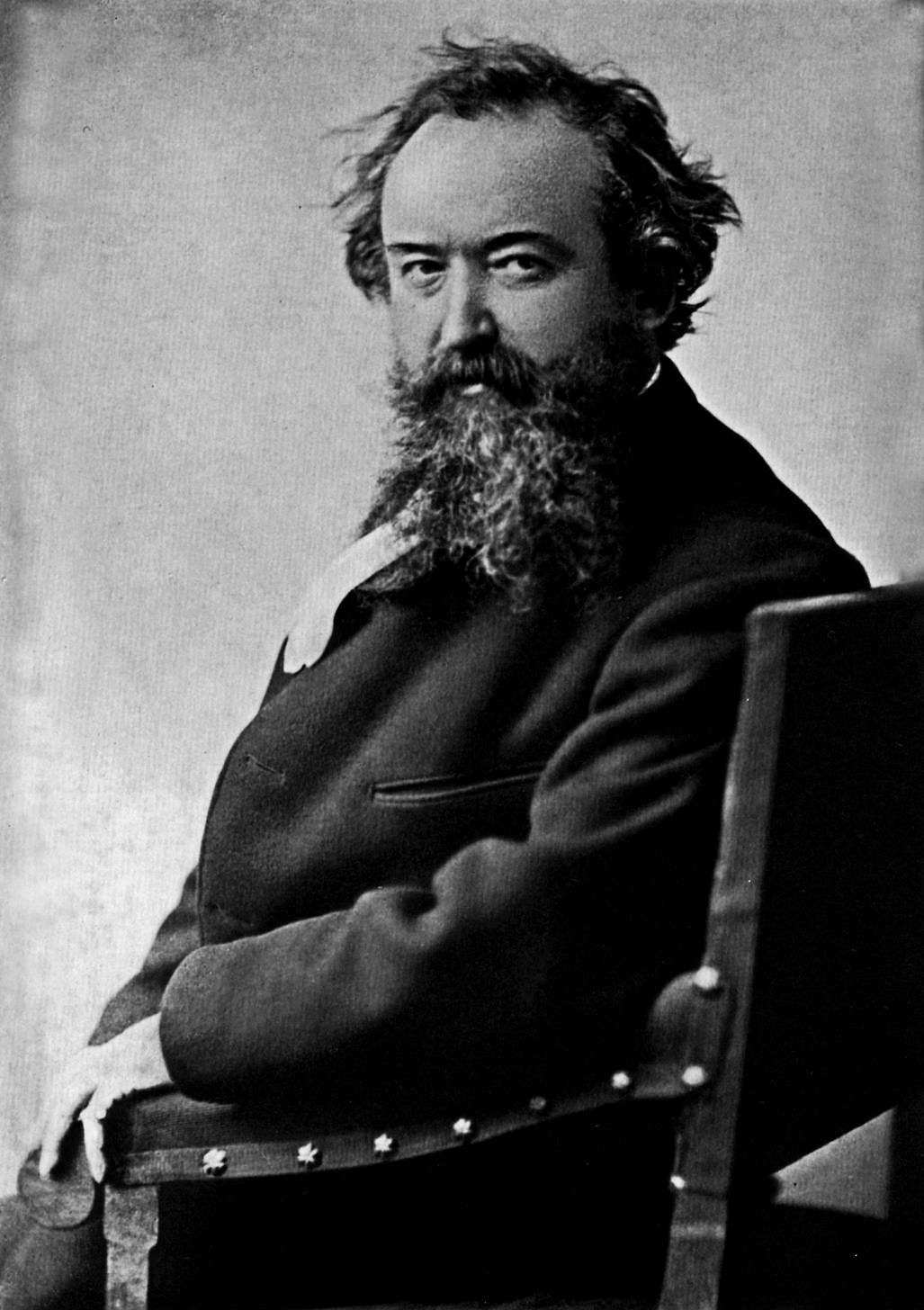
Wilhelm Busch, ca. 1882

Bis zum Tod von Fannys Mann, Pastor Hermann Nöldeke, lebte er gemeinsam mit ihrer Familie im Pfarrhaus. Nach dem Tod seines Schwagers 1879 ließ er das Pfarrwitwenhaus nach seinen Vorstellungen umbauen. Dort führte ihm die Schwester den Haushalt, und er vertrat an seinen drei minderjährigen Neffen die Vaterstelle. Seine Schwester hätte es vorgezogen, wegen der Ausbildung ihrer Söhne in einer städtischeren Umgebung zu leben. Nach den Erinnerungen seines Neffen Adolf Nöldeke knüpfte Wilhelm Busch seine Sorge für die Familie jedoch an einen Verbleib in Wiedensahl.
Das Zusammenleben mit Wilhelm Busch bot Fanny Nöldeke und ihren drei Söhnen nicht die Idylle der Knoppschen Ehe. Insbesondere die Jahre um 1880 waren für Busch eine Zeit der körperlichen und seelischen Krisen. Er ertrug keinen Besuch, so dass Fanny Nöldeke allen Kontakt zum Dorf abbrechen musste. Freunde wie Otto Friedrich Bassermann, Franz von Lenbach, Hermann Levi oder Wilhelm von Kaulbach lud er nicht nach Wiedensahl ein, sondern traf sie in Kassel oder Hannover. Obwohl Busch längst ein wohlhabender Mann war, musste Fanny Nöldeke den Haushalt ohne Hilfe bewältigen. Widersetzte sich seine Schwester seinen Wünschen, geriet er in Rage. Nach wie vor war Wilhelm Busch alkoholsüchtig. Seine 1878 erschienene Bildergeschichte Die Haarbeutel thematisiert in neun Einzelepisoden, wie sich Mensch und Tier betrinken. Nur vordergründig komisch und harmlos, ist es aus Sicht der Busch-Biografin Eva Weissweiler eine bittere Studie über die Sucht und den durch sie hervorgerufenen Zustand des Wahns.
Ab 1873 kehrte Wilhelm Busch mehrmals nach München zurück und nahm intensiv am Leben der Münchner Künstlergesellschaft teil. Es war sein Versuch, sich nicht zu sehr ins provinzielle Leben zurückzuziehen. In einem letzten Versuch, sich als ernsthafter Maler zu etablieren, unterhielt er ab 1877 in München ein Atelier. Seine Aufenthalte in München beendete er 1881 abrupt, nachdem er während eines gemeinsamen Varietébesuchs mit der Familie von Lenbach in stark angetrunkenem Zustand die Veranstaltung pöbelnd unterbrochen und beim anschließenden geselligen Beisammensein eine Szene gemacht hatte.

### „Was mich betrifft“
Am Ende von Buschs Laufbahn als Zeichner von Bildergeschichten entstanden die beiden Werke Balduin Bählamm, der verhinderte Dichter (1883) und Maler Klecksel (1884), die beide künstlerisches Scheitern thematisieren und somit gleichsam ein Selbstkommentar sind. Beide Geschichten haben jeweils eine einleitende Vorrede, die nach Ansicht des Busch-Biografen Joseph Kraus beide Bravourstücke der komischen Lyrik sind. Während in Balduin Bählamm der bürgerliche Hobby-Dichter und der Münchener Dichterkreis Die Krokodile mit seinen Hauptvertretern Emanuel Geibel, Paul Heyse und Adolf von Wilbrandt verspottet werden, zielt Maler Klecksel vor allem auf den bürgerlichen Kunstkenner ab, dessen Schlüssel zur Kunst vor allem der Preis des Werks ist.
Mit scharfem Blick nach Kennerweise

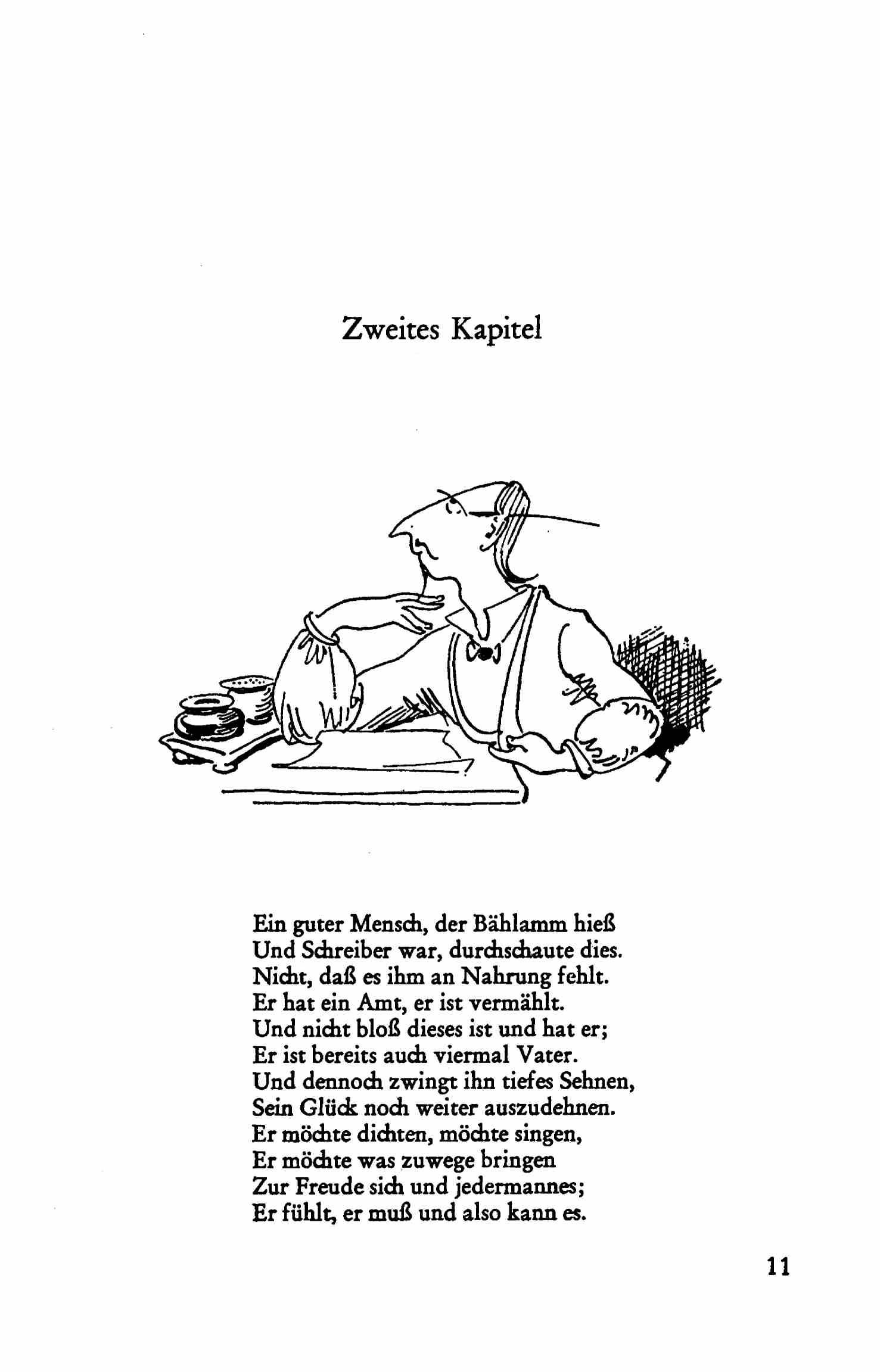
Einleitung zum zweiten Kapitel von Balduin Bählamm

Seh ich zunächst mal nach dem Preise,

Und bei genauerer Betrachtung

Steigt mit dem Preise auch die Achtung.

Ich blicke durch die hohle Hand,

Ich blinzle, nicke: „Ah, scharmant!“

Das Kolorit, die Pinselführung,

Die Farbentöne, die Gruppierung,

Dies Lüster, diese Harmonie,

Ein Meisterwerk der Phantasie.
1886 erschien die erste Biografie über Wilhelm Busch im deutschen Buchhandel. Der Verfasser Eduard Daelen, ein Maler und Schriftsteller, war als vehementer Anti-Katholik der Ansicht, in Wilhelm Busch einen Gleichgesinnten gefunden zu haben. Als Über Wilhelm Busch und seine Bedeutung erschien, waren sowohl Busch als auch sein Freundeskreis peinlich berührt. In der skurrilen Laudatio setzte Eduard Daelen Wilhelm Busch mit Größen wie Leonardo da Vinci, Peter Paul Rubens und Gottfried Wilhelm Leibniz gleich und zitierte unkritisch aus einem unverbindlichen Briefwechsel mit Busch. Den Literaturwissenschaftler Friedrich Theodor Vischer, der in seinem Aufsatz Über neuere deutsche Karikatur neben einer respektvollen Würdigung Buschs auch einige kritische Anmerkungen traf, griff Daelen in seitenlangen Tiraden als „Literaturbonzen“ an und unterstellte ihm den „Eunuchenneid des vertrockneten Philisters“. Auf Daelens biografischen Versuch antwortete als einer der Ersten der Literaturhistoriker Johannes Proelß. Sein Essay, der in der Frankfurter Zeitung erschien, enthielt eine Reihe falscher biografischer Daten und war für Wilhelm Busch der Anlass, sich in derselben Zeitung zu seiner Person zu äußern.
Die zwei Zeitungsartikel, die im Oktober und Dezember 1886 unter dem Titel Was mich betrifft erschienen, teilen dem Leser nur das Dürftigste mit. Busch deutete immerhin an, dass er zahlreiche dunkle Stunden durchlebe: „Es kommt die stille, einsame, dunkle Nacht. Da geht’s um in der Gehirnkapsel und spukt durch alle Gebeine, und du wirfst dich von dem heißen Zipfel deines Kopfkissens auf den kalten und her und hin, bis dir der Lärm des aufdämmernden Morgens wie ein musikalischer Genuß erscheint.“ Analytiker lesen aus Buschs autobiografischen Essays eine tiefgehende Identitätskrise heraus. Busch revidierte seine selbstbiografischen Äußerungen in den kommenden Jahren immer wieder. Die letzte Fassung, die unter dem Titel Von mir über mich erschien, enthält weniger biografische Informationen als die Erstfassung Was mich betrifft und zeigt nicht mehr die Anzeichen von Bitterkeit und Belustigung über sich selbst, die in Was mich betrifft noch zu erkennen waren.

### Letzte Jahre in Mechtshausen

Busch vor seinem letzten Wohnsitz (1902), dem Pfarrhaus in Mechtshausen

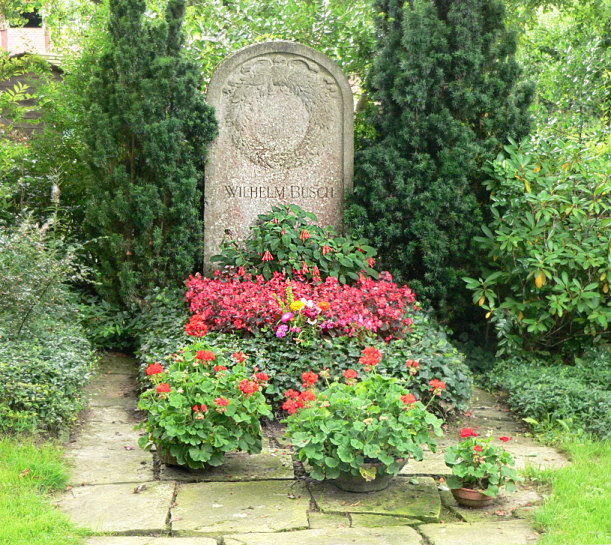
Das Grab in Mechtshausen

Zu seinem Spätwerk gehört die 1891 erschienene Erzählung Eduards Traum und Der Schmetterling.
Die 1895 erschienene Erzählung Der Schmetterling parodiert Themen und (Märchen-)Motive der deutschen Romantik und verspottet deren frommen Geschichtsoptimismus aus Buschs illusionslosem, an Schopenhauer und Charles Darwin orientiertem Menschenbild heraus. Der Text ist im Vergleich zu Eduards Traum stringenter in der Erzählweise, fand jedoch ebenso wie dieser kaum eine Leserschaft, weil er so wenig zum Gesamtwerk von Busch zu passen schien.
1896 gab Wilhelm Busch das Malen endgültig auf und trat gegen eine Abfindung von 50.000 Mark alle Rechte an seinen Veröffentlichungen an den Verlag Bassermann ab. Busch fühlte sich alt, weil er zum Schreiben und Malen eine Brille benötigte und ihm die Hände leicht zitterten. Auch seine Schwester Fanny Nöldeke fühlte sich nicht mehr so rüstig, sodass sie im Herbst 1898 gemeinsam mit Busch dem Angebot ihres Sohnes, des Pastors Otto Nöldeke, folgte, zu seiner Familie in das im Sommer 1898 bezogene große Pfarrhaus am Dorfrand von Mechtshausen umzuziehen. Für Busch war es der Rückzug auf das Altenteil. Er bezog im geräumigen Pfarrhaus zwei Zimmer mit Blick zum Heber, las Biografien, Romane und Erzählungen auf Deutsch, Englisch und Französisch; ordnete seine Werke, schrieb Briefe und Gedichte. Die meisten der Gedichte der Sammlungen Schein und Sein (75 Gedichte) und Zu guter Letzt entstanden 1899. Die Jahre danach verliefen ereignislos.
Anfang Januar 1908 erkrankte er an Halsschmerzen, der Arzt konstatierte außerdem eine Herzschwäche. In der Nacht vom 8. auf den 9. Januar 1908 schlief Busch so unruhig, dass ihm nur Kampfer und ein paar Tropfen Morphium für ein paar Stunden Ruhe brachten. Noch bevor der Arzt kam, den Otto Nöldeke in den Morgenstunden rief, war Wilhelm Busch 75-jährig verstorben.

## Dichten, Schreiben, Zeichnen

### Schaffensperioden
Buschs Biograf Joseph Kraus teilt das Werk Wilhelm Buschs in drei Schaffensperioden ein. Er weist allerdings darauf hin, dass es sich hierbei um eine Vereinfachung handelt, da in jeder dieser Perioden auch Werke auftauchen, die ihrer Art nach in eine spätere oder frühere Periode fallen. Allen drei Schaffensperioden ist Buschs Fixierung auf Formen des deutschen kleinbürgerlichen Lebens gemeinsam. Seine Bauernfiguren sind Personen bar jeder Feinfühligkeit, und noch seine letzte Prosaskizze zeigt das Dorfleben in unsentimentaler Drastik.

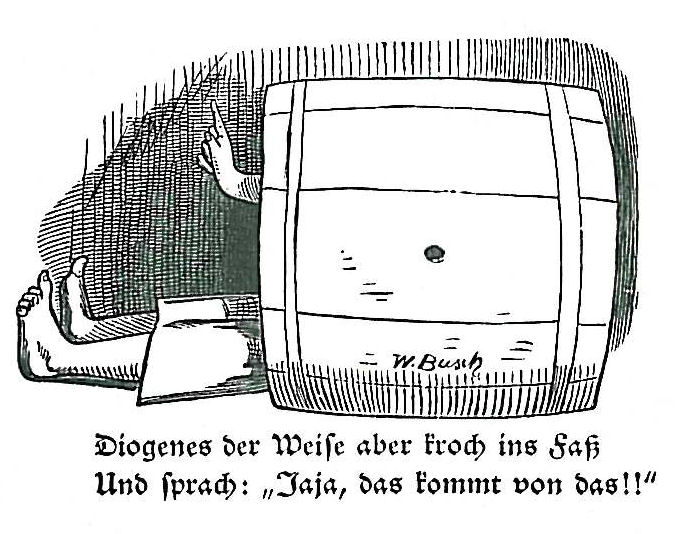
Schlussbild aus Diogenes und die bösen Buben von Korinth

Die Jahre 1858 bis 1865 sind die Jahre, in denen Wilhelm Busch primär für die Fliegenden Blätter und den Münchener Bilderbogen arbeitete. Die Schaffensperiode von 1866 bis 1884 ist vor allem von den großen Bildergeschichten wie der frommen Helene geprägt. Buschs Bildergeschichten sind das Gegenteil jener Repräsentationskultur, die die Gründerzeit prägte. Es sind Lebensläufe in absteigender Linie wie die vom Maler Klecksel, der als hoffnungsvoller Musensohn beginnt und als Schimmelwirt endet. Andere Geschichten handeln von Kindern und Tieren, die nichts Gutes versprechen, oder es sind Farcen, die lächerlich machen, was sich selber groß und bedeutend vorkommt. Die frühen Bildergeschichten folgen anscheinend dem Schema der Kinderbücher der klassischen Aufklärungspädagogik, zu deren bekanntesten Beispielen Heinrich Hoffmanns Struwwelpeter zählt. Diese Kinderliteratur zielte darauf ab, Kindern die „verheerenden Folgen bösen Verhaltens“ zu demonstrieren. Die pädagogische Quintessenz der Bildergeschichten Buschs ist jedoch häufig nicht mehr als eine leere Form oder eine philiströse Banalität und führt die moralische Nutzanwendung ad absurdum. Wilhelm Busch maß den Bildergeschichten, die ihn zu einem wohlhabenden Mann machten, keinen künstlerischen Wert bei: „Ich betrachte meine Sachen als das, was sie sind, als Nürnberger Tand, als Schnurrpfeifereien, deren Wert nicht in ihrem künstlerischen Gehalt, sondern in der Nachfrage des Publikums zu suchen ist …“ schrieb er in einem Brief an Heinrich Richter.
Von 1885 bis zum Todesjahr 1908 dominieren im Werk Wilhelm Buschs Prosa und Gedichte. Der Schmetterling, ein 1895 veröffentlichter Prosatext, wird allgemein als autobiografischer Rechenschaftsbericht verstanden. Peters Verzauberung durch die Hexe Lucinde, als deren Sklaven er sich bezeichnet, könnte eine Anspielung auf Johanna Keßler sein. Und wie Peter kehrt auch Wilhelm Busch an den Geburtsort zurück. Sie entspricht dem Muster der romantischen Reiseerzählung, wie sie Ludwig Tieck mit Franz Sternbalds Wanderungen begründet hat, und Wilhelm Busch spielt virtuos mit den überlieferten Formen, Motiven, Bildern und Topoi dieser Erzählform.

### Technik
Der Verleger Kaspar Braun, der Wilhelm Busch mit den ersten Illustrationen beauftragte, hatte in jungen Jahren in Deutschland die erste Werkstatt gegründet, die mit Holzstich arbeitete. Diese Methode des Hochdruckverfahrens war gegen Ende des 18. Jahrhunderts von dem englischen Grafiker Thomas Bewick entwickelt worden und wurde im Verlauf des 19. Jahrhunderts zur meistverwendeten Reproduktionstechnik für Illustrationen. Wilhelm Busch hat stets betont, dass er zuerst die Zeichnungen anfertigte und dann die Verse dazu. Erhalten gebliebene Vorzeichnungen zeigen dicht nebeneinander Zeilennotizen, Bildideen, Bewegungs- und Physiognomiestudien. Die Vorzeichnung wurde dann von Busch mit Hilfe eines Bleistifts auf grundierte Platten von Hirn- oder Kernholz aus Harthölzern übertragen. Die Arbeit war schwierig, weil nicht nur die Güte der eigenen Übertragungsleistung das Ergebnis beeinflusste, sondern auch die Güte des hölzernen Druckstocks. Jeder Szene der Bildergeschichte entsprach ein bezeichneter Buchsbaumstock. Alles, was auf dem späteren Druck weiß bleiben sollte, wurde von Facharbeitern mit Sticheln aus der Platte gestochen. Der Holzstich erlaubt eine feinere Differenzierung als der Holzschnitt, und die möglichen Tonwerte reichen fast an Tiefdruckverfahren wie Kupferstich heran. Nicht immer war die Umsetzung durch den Holzstecher jedoch adäquat zur Vorzeichnung, und Wilhelm Busch ließ einzelne Platten nacharbeiten oder gar neu anfertigen. Die grafische Technik des Holzstichs ließ bei all ihren Möglichkeiten keine feine Linienführung zu. Dies ist der Grund, warum vor allem in den Bildergeschichten bis Mitte der 1870er Jahre bei Buschs Zeichnungen die Konturen so stark in den Vordergrund treten, was den Buschschen Figuren ein spezifisches Charakteristikum verleiht.
Ab Mitte der 1870er Jahre wurden Wilhelm Buschs Zeichnungen mit Hilfe der Zinkografie gedruckt. Bei dieser Technik bestand keine Gefahr mehr, dass ein Holzstecher den Charakter seiner Zeichnungen veränderte. Die Originale wurden fotografiert und auf eine lichtempfindliche Zinkplatte übertragen. Nach wie vor brauchte dieses Verfahren einen eindeutigen Tuschstrich, es war aber deutlich schneller, und die Bildergeschichten haben beginnend mit Herr und Frau Knopp mehr den Charakter einer freien Federzeichnung.

### Sprache
Wilhelm Buschs Zeichnungen werden durch die treffsicheren Verse in ihrer Wirkung erhöht. Kennzeichnend für die Bildergeschichte sind humorvolle Überraschungen und sprachliche Kühnheiten, z. B. Reime, die in unerwarteter Weise die Silbentrennung verwenden wie das bekannte „Jeder weiß, was solch ein Mai-/käfer für ein Vogel sei.“ Dazu kommen ironische Verdrehungen, Verspottungen romantischer Stilelemente, Überspitzungen und Doppeldeutigkeiten. Entsprechend berufen sich eine Reihe humoristischer Dichter auf Wilhelm Busch als geistigen Vorfahr oder doch wenigstens Verwandten. Das gilt für Erich Kästner, Kurt Tucholsky, Joachim Ringelnatz, Christian Morgenstern, Eugen Roth und Heinz Erhardt. Der Kontrast zwischen der komischen Zeichnung und dem scheinbar ernsthaften Begleittext, der für Buschs spätere Bildergeschichten so typisch ist, findet sich schon bei Max und Moritz. So steht die rührselige Erhabenheit der Witwe Bolte in keinem Verhältnis zum tatsächlichen Anlass, dem Verlust ihrer Hühner:
Fließet aus dem Aug ihr Tränen!

All mein Hoffen, all mein Sehnen,

Meines Lebens schönster Traum

Hängt an diesem Apfelbaum

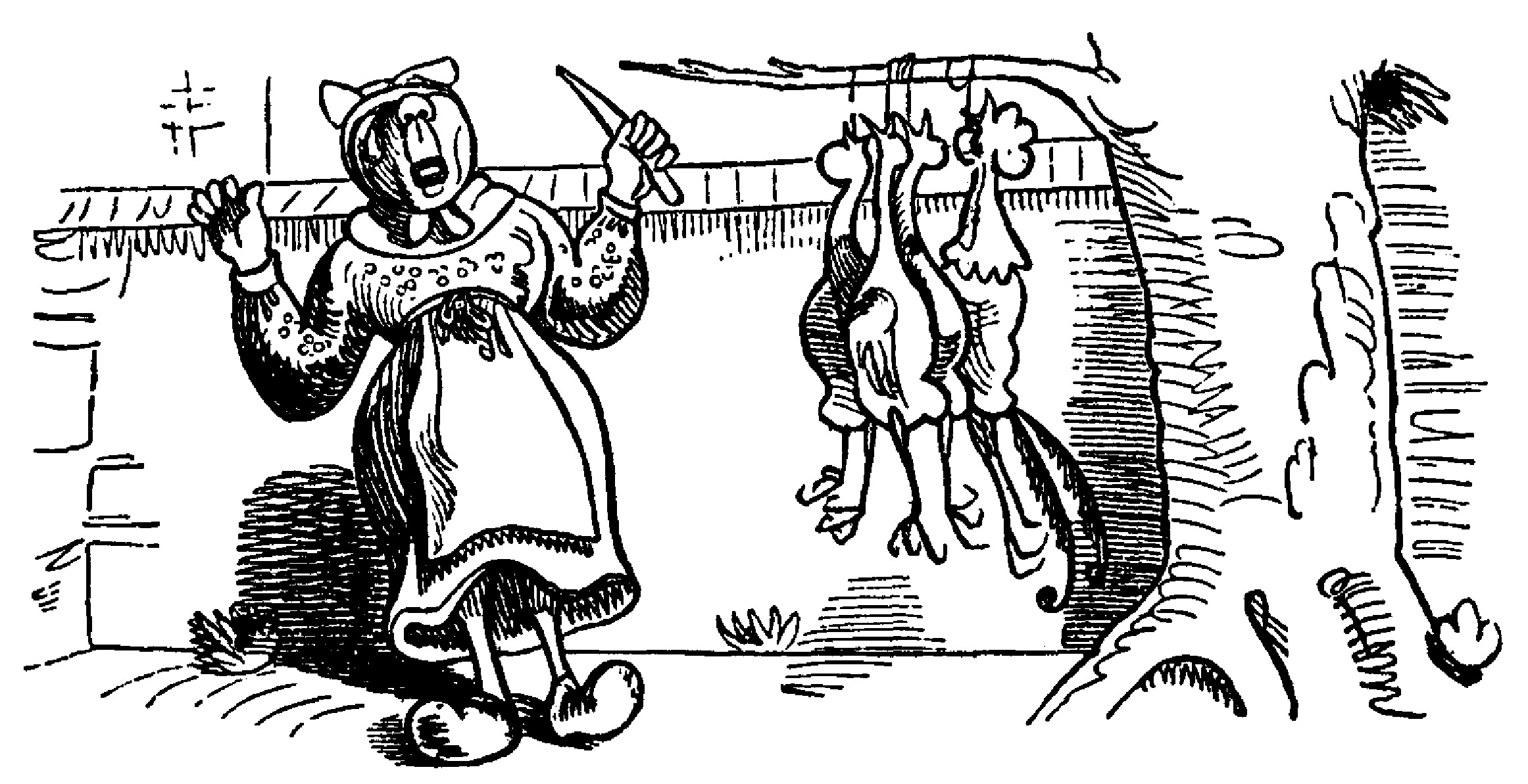
Einzelszene aus Max und Moritz

Viele der in den allgemeinen Sprachgebrauch übergegangenen Zweizeiler haben die Anmutung eines gewichtigen Weisheitsspruchs, entpuppen sich aber bei näherer Betrachtung als Scheinwahrheit, Scheinmoral oder auch nur als Binsenweisheit. Kennzeichnend für sein Werk sind außerdem zahllose Lautmalereien. „Schnupdiwup“ entführen Max und Moritz die gebratenen Hühner mit der Angel durch den Kamin, „Ritzeratze“ sägen sie in die „Brücke eine Lücke“, „Rickeracke! Rickeracke! Geht die Mühle mit Geknacke“, und „Klingelings“ reißt Kater Munzel in der frommen Helene den Kronleuchter von der Decke. Ähnlich einfallsreich ist Wilhelm Busch bei der Vergabe der Eigennamen, die seine Figuren häufig treffend charakterisieren. „Studiosus Döppe“ würde den Leser als geistige Größe überraschen; Figuren wie die „Sauerbrots“ lassen keine Frohnaturen erwarten und „Förster Knarrtje“ keinen eleganten Salonlöwen.
Der größere Teil der Bildergeschichten ist in vierhebigen Trochäen gedichtet:
Max und Moritz, diese beiden

Mochten ihn darum nicht leiden.
Eine Übergewichtung der betonten Silben verstärkt dabei die Komik der Verse. Daneben finden sich Daktylen, bei denen auf eine betonte Silbe zwei unbetonte folgen. Sie finden sich beispielsweise in Plisch und Plum und unterstreichen die dozierende, feierliche Ansprache, die Lehrer Bokelmann seinen Schülern hält, oder bauen im Sauerbrot-Kapitel von Abenteuer eines Junggesellen durch den Wechsel von Trochäen und Daktylen Spannung auf. Dass Busch häufig Form und Inhalt seiner Dichtung aufeinander abstimmt, zeigt sich auch in Fipps, der Affe, wo für ein Gespräch über die Weisheit der Schöpfung, die in der Würde des Menschen ihren Höhepunkt findet, der epische Hexameter gewählt ist.
Sowohl in seinen Bildergeschichten als auch in seinen Gedichten nutzte Wilhelm Busch gelegentlich dem Leser vertraute Fabeln, die er teils ihrer Moral beraubt, um sich der aus dem Fabelgeschehen entwickelnden komischen Situationen und Konstellationen zu bedienen, teils macht er sie zum Medium einer ganz anderen Wahrheit. Auch hier kommt Buschs pessimistische Welt- und Menschensicht zum Tragen. Während traditionelle Fabeln den Wert einer praktischen Philosophie vermitteln, die zwischen Gut und Böse unterscheidet, geht in Buschs Weltsicht gutes und böses Handeln nahtlos ineinander über.

### Humor
Der Humor Wilhelm Buschs ist schwer zu beschreiben und geht oft bis ins Karikaturistische, Groteske und selbst bis ins Makabre. Busch äußert sich nicht nur in den Versen zu den Bildern seiner Bildgeschichten, sondern auch in seinen Gedichten und in den unbebilderten Einleitungstexten seiner Bildgeschichten. Die Hauptwirkung beruht anscheinend auf einer Kombination von Bekanntem, „leider nur allzu Wahrem“ etc. mit Unerwartetem, Überraschendem und einer gewissen Ironie (auch Selbstironie) und Grausamkeit (s. u.). Beispielsweise war Wilhelm Busch sein Leben lang unverheiratet und als Anhänger des Schopenhauerschen „Pessimismus“ ein subtiler Kenner der Philosophie, die er jedoch ins Volkstümlich-Humorvolle wendete. In der Einleitung zu Abenteuer eines Junggesellen schreibt er:
Sokrates, der alte Greis,

sprach sehr oft in großen Sorgen:

„Ach wie viel ist doch verborgen,

was man immer noch nicht weiß.“

Und so ist es. – Doch indessen

darf man eines nicht vergessen:

Eines weiß man doch hienieden,

nämlich, wenn man unzufrieden

Dies ist auch Tobias Knopp,

und er ärgert sich darob.
(Vor den beiden letzten Zeilen ein Bild vom „verärgerten“ Knopp.)

Für das Groteske des Busch’schen Humors der folgende Text:
Beim Gedanken

so zu scheiden

in ein unbeweintes Grab

drückt er eine Träne ab.

Sie liegt da, wo er gesessen

seinem Schmerze angemessen.
(Vor den beiden letzten Zeilen ein Bild mit einer übergroßen Träne vor einer normalgroßen Bank.)

Ein Beispiel für die subtile Grausamkeit seines Humors – wobei es hier zunächst nicht um physische, sondern um psychologische Grausamkeiten geht – ist das bspw. von Erich Ponto interpretierte Gedicht – die Interpretation ist von der Deutschen Grammophon archiviert – Die erste alte Tante sprach …. In diesem bereden drei alte Tanten ein Geburtstagsgeschenk für „Sophiechen“. Die zweite alte Tante schlägt ein erbsengrünes Kleid vor, weil Sophiechen das nicht (!) leiden könne. Das Gedicht fährt fort:
Der dritten Tante war das recht,

„Ja“, sprach sie, „mit gelben Ranken.

Ich weiß, sie ärgert sich nicht schlecht,

und muss sich auch noch bedanken.“
Auch das Gedicht Sie war ein Blümlein zeugt von der subtilen Grausamkeit:
Sie war ein Blümlein hübsch und fein,

Hell aufgeblüht im Sonnenschein.

Er war ein junger Schmetterling,

Der selig an der Blume hing.

Oft kam ein Bienlein mit Gebrumm

Und nascht und säuselt da herum.

Oft kroch ein Käfer kribbelkrab

Am hübschen Blümlein auf und ab.

Ach Gott, wie das dem Schmetterling

So schmerzlich durch die Seele ging.

Doch was am meisten ihn entsetzt,

Das Allerschlimmste kam zuletzt.

Ein alter Esel fraß die ganze

Von ihm so heißgeliebte Pflanze.

### Prügelstrafen und andere Grausamkeiten

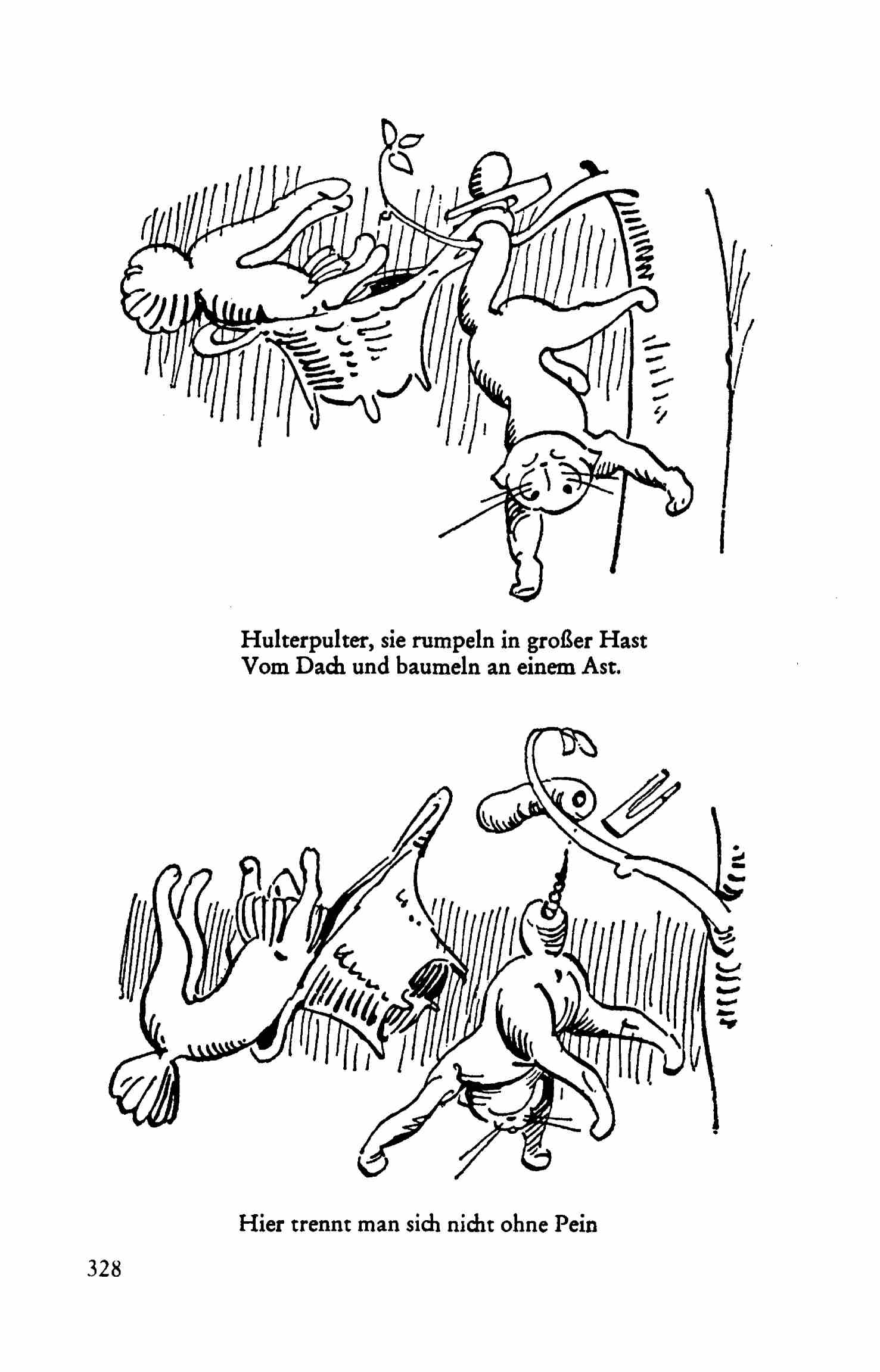
Zwei Szenen aus Fipps der Affe

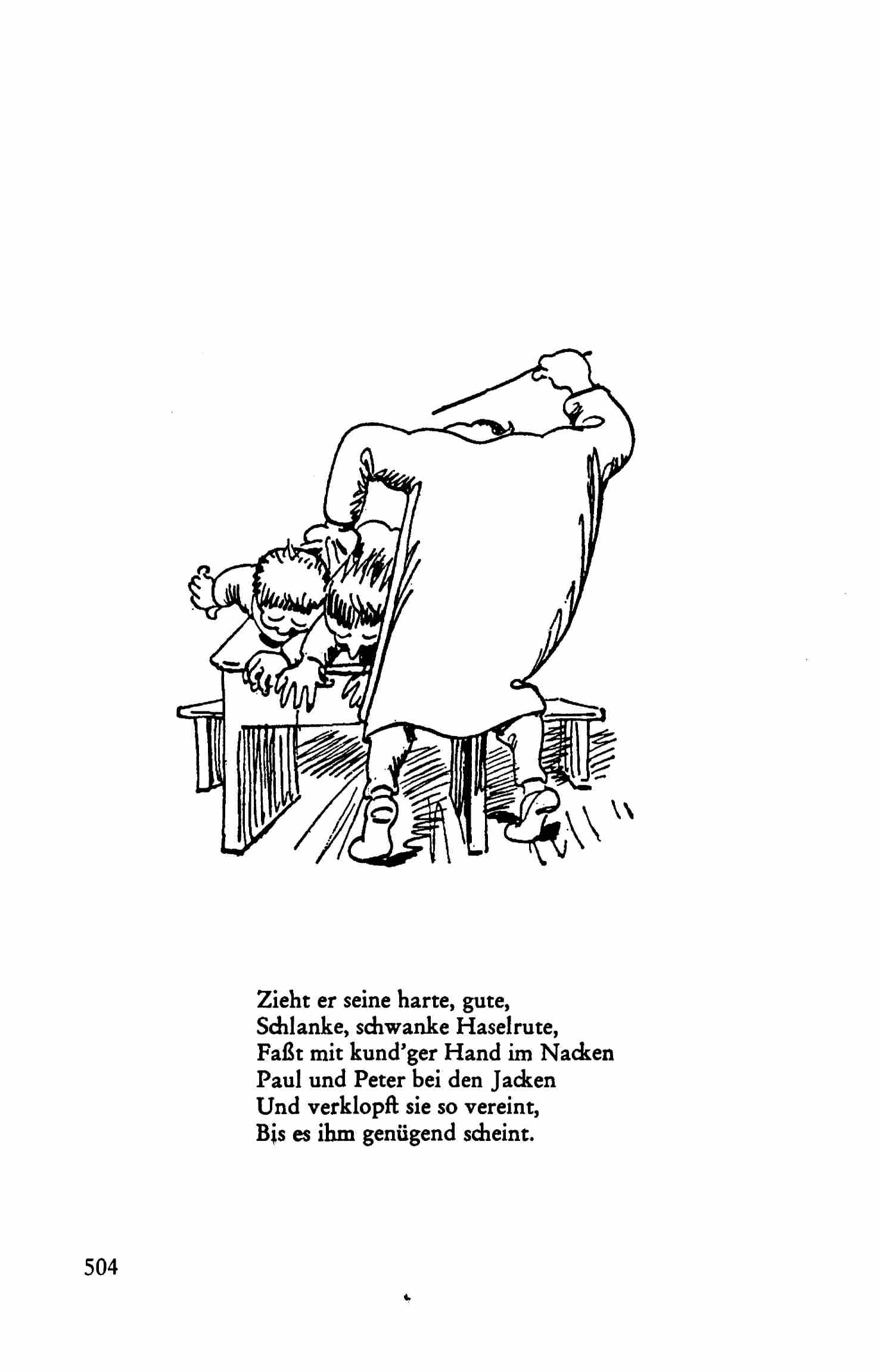
Einzelszene aus Plisch und Plum

In den meisten der Bildergeschichten Wilhelm Buschs wird geprügelt, gepeinigt, verletzt und geschlagen: Spitze Bleistifte durchstoßen Malermodelle, Hausfrauen stürzen ins Küchenmesser, Diebe werden von Schirmen aufgespießt, Schneider enthaupten ihre Peiniger mit der Schere, Lausbuben werden in Mühlen zu Korn vermahlen, Betrunkene verkohlen zu einem schwärzlichen Etwas, und Katzen, Hunde, Affen verlieren ihre Gliedmaßen. Pfählungsverletzungen sind häufig. Heute wird Wilhelm Busch deswegen von manchen Pädagogen und Psychologen als verkappter Sadist eingeordnet. Auch Eva Weissweiler weist darauf hin, dass der Schwanz bei Wilhelm Busch so häufig verbrannt, abgerissen, eingeklemmt, in die Länge gezogen oder aufgegessen wird, dass es nur schwerlich als Zufall zu werten sei. Sie ist der Ansicht, dass diese Aggressionen sich nicht gegen Tiere, sondern gegen die Phallussymbolik des Tierschwanzes richten und vor dem Hintergrund des unterentwickelten Sexuallebens Wilhelm Buschs zu sehen sind. Drastische Texte und Bilder waren allerdings für Karikaturen jener Zeit durchaus charakteristisch, und weder Verleger noch Publikum oder Zensur fanden daran etwas Bemerkenswertes. Thema und Motive insbesondere der frühen Bildergeschichten Buschs stammen häufig aus der Trivialliteratur des 18. und 19. Jahrhunderts, und Wilhelm Busch hat den grausigen Ausgang seiner Vorlagen häufig sogar deutlich abgemildert.
Ähnlich verhält es sich mit der Prügelstrafe, die im 19. Jahrhundert (und darüber hinaus) zu den gängigen und weithin akzeptierten Erziehungsmitteln zählte. Wilhelm Busch hat mit Meister Druff in Abenteuer eines Junggesellen und mit Lehrer Bokelmann in Plisch und Plum eine fast sexuell wirkende Lust an dieser Strafe karikiert. Schläge und Demütigungen als Grundgerüst einer Pädagogik finden sich auch im Spätwerk beschrieben, so dass die Busch-Biografin Gudrun Schury diese Erziehungsmittel als ein Lebensthema Buschs bezeichnet. Noch in der aus 100 Gedichten bestehenden Lyriksammlung Zu guter Letzt von 1904 heißt es:
Es saust der Stock, es schwirrt die Rute.

Du darfst nicht zeigen, was du bist

Wie schad, o Mensch, daß dir das Gute

Im Grunde so zuwider ist.
Es gibt zwar im Nachlass Buschs eine Notiz „Durch die Kinderjahre hindurchgeprügelt“, allerdings keinen Hinweis darauf, dass Wilhelm Busch diese kurze Notiz auf sich bezog. Auf seinen Vater und seinen Onkel kann sie sich nicht beziehen, da Busch nur eine Tracht Prügel erwähnt, die er von seinem Vater erhalten habe, und auch sein Onkel Georg Kleine bestrafte den Neffen lediglich einmal mit Schlägen, nachdem dieser dem Dorftrottel die Pfeife mit Kuhhaaren gestopft hatte. Georg Kleine verwendete statt des üblichen Peddigrohrs jedoch einen getrockneten Dahlienstängel, womit die Bestrafung mehr symbolischen Charakter hatte. Eva Weissweiler weist jedoch darauf hin, dass Busch drei Jahre lang die Wiedensahler Dorfschule besuchte und dort mit hoher Wahrscheinlichkeit nicht nur Zeuge von Prügelstrafen wurde, sondern wahrscheinlich auch selber körperlich gezüchtigt wurde. In Abenteuer eines Junggesellen skizziert Wilhelm Busch eine Form von gewaltfreier Reformpädagogik, die ebenso scheitert wie die in der Folgeszene dargestellte Prügelmethode. In den Prügelszenen drückt sich letztlich das pessimistische Menschenbild Wilhelm Buschs aus, das in der von Augustinus von Hippo beeinflussten protestantischen Ethik des 19. Jahrhunderts wurzelt: Der Mensch ist von Natur aus böse, seiner Laster wird er niemals Herr. Zivilisierung ist das Ziel der Erziehung, kann aber das Triebhafte im Menschen nur oberflächlich überdecken. Sanftmut führt nur zu einer Fortsetzung seiner Missetaten und Strafe muss sein, auch wenn diese zu unverbesserlichen Lausbuben, dressierten Marionetten oder im Extremfall zu toten Kindern führt. Ob bei Busch auch ein nach außen gewendeter Bestrafungswunsch vorgelegen hat, muss dahinstehen.

### Antisemitismusvorwurf
Der sogenannte Gründerkrach von 1873 führte zu einer wachsenden Kritik an der Hochfinanz, verbunden mit einer Ausbreitung und Radikalisierung des modernen Antisemitismus, der in den 1880er Jahren zu einer starken Unterströmung in den Meinungen und Einstellungen der Deutschen wurde. Antisemitische Agitatoren wie Theodor Fritsch unterschieden zwischen „raffendem“ Finanzkapital und „schaffendem“ Produktionskapital, zwischen den „guten“, „bodenständigen“ „deutschen“ Fabrikanten und den „raffenden“, „gierigen“, „blutsaugenden“ „jüdischen“ Finanzkapitalisten, die als „Plutokraten“ und „Wucherer“ bezeichnet wurden.
Auch Wilhelm Busch wird vorgeworfen, diese antisemitischen Klischees bedient zu haben. Als Beleg werden dafür meist zwei Stellen herangezogen. In der frommen Helene heißt es:
Und der Jud mit krummer Ferse,

Krummer Nas’ und krummer Hos’

Schlängelt sich zur hohen Börse

Tiefverderbt und seelenlos.

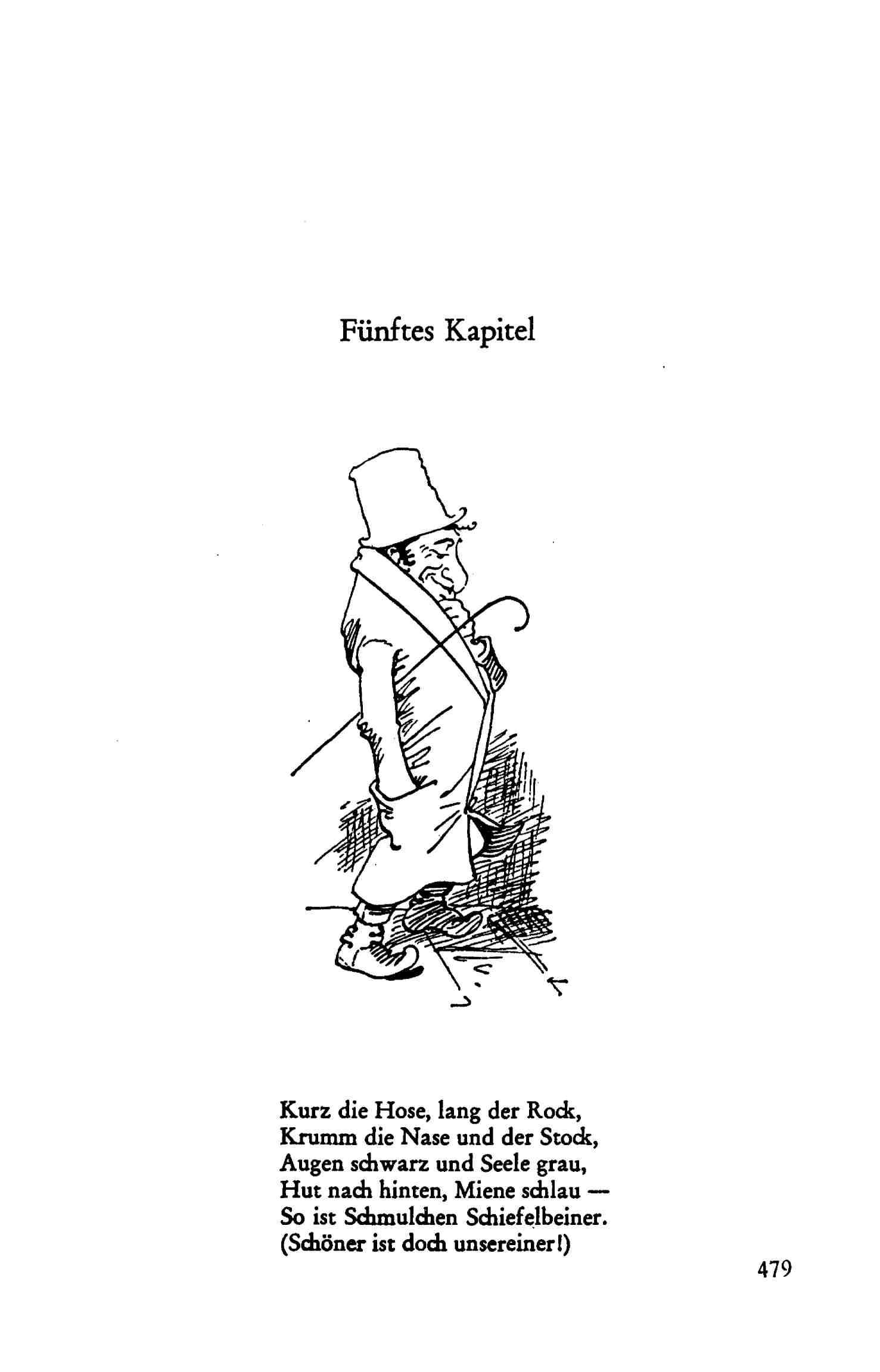
Einleitung zum 5. Kapitel von Plisch und Plum

Der Dichter und Busch-Verehrer Robert Gernhardt weist darauf hin, dass diese Stelle, im Kontext gelesen, nicht Buschs eigene Sichtweise wiedergibt, sondern diejenige der Dörfler karikiert, unter denen Helene lebt. Denn im Weiteren malt der liberale, antiklerikale und dem Alkohol nicht abgeneigte Busch weitere angebliche Gefahren des Stadtlebens in ironisch schwarzen Farben aus:
Schweigen will ich von Lokalen,

Wo der Böse nächtlich praßt,

Wo im Kreis der Liberalen

Man den Heilgen Vater haßt.
Ebenso ironisch karikiert Busch das ländliche Gegenbild als falsches Idyll:
Komm’ auf’s Land, wo sanfte Schafe

Und die frommen Lämmer sind.
Die zweite, noch deutlichere Karikierung „des Juden“ findet sich in der Erzählung Plisch und Plum:
Kurz die Hose, lang der Rock

Krumm die Nase und der Stock

Augen schwarz und Seele grau,

Hut nach hinten, Miene schlau –

So ist Schmulchen Schiefelbeiner

(Schöner ist doch unsereiner!)
Nach Ansicht des Busch-Biografen Joseph Kraus könnten diese Verse auch in einem antisemitischen Hetzblatt stehen. Die Biographin Eva Weissweiler sieht in ihnen eines der einprägsamsten und hässlichsten Porträts eines Ostjuden, das die deutsche Satirelandschaft zu bieten habe.

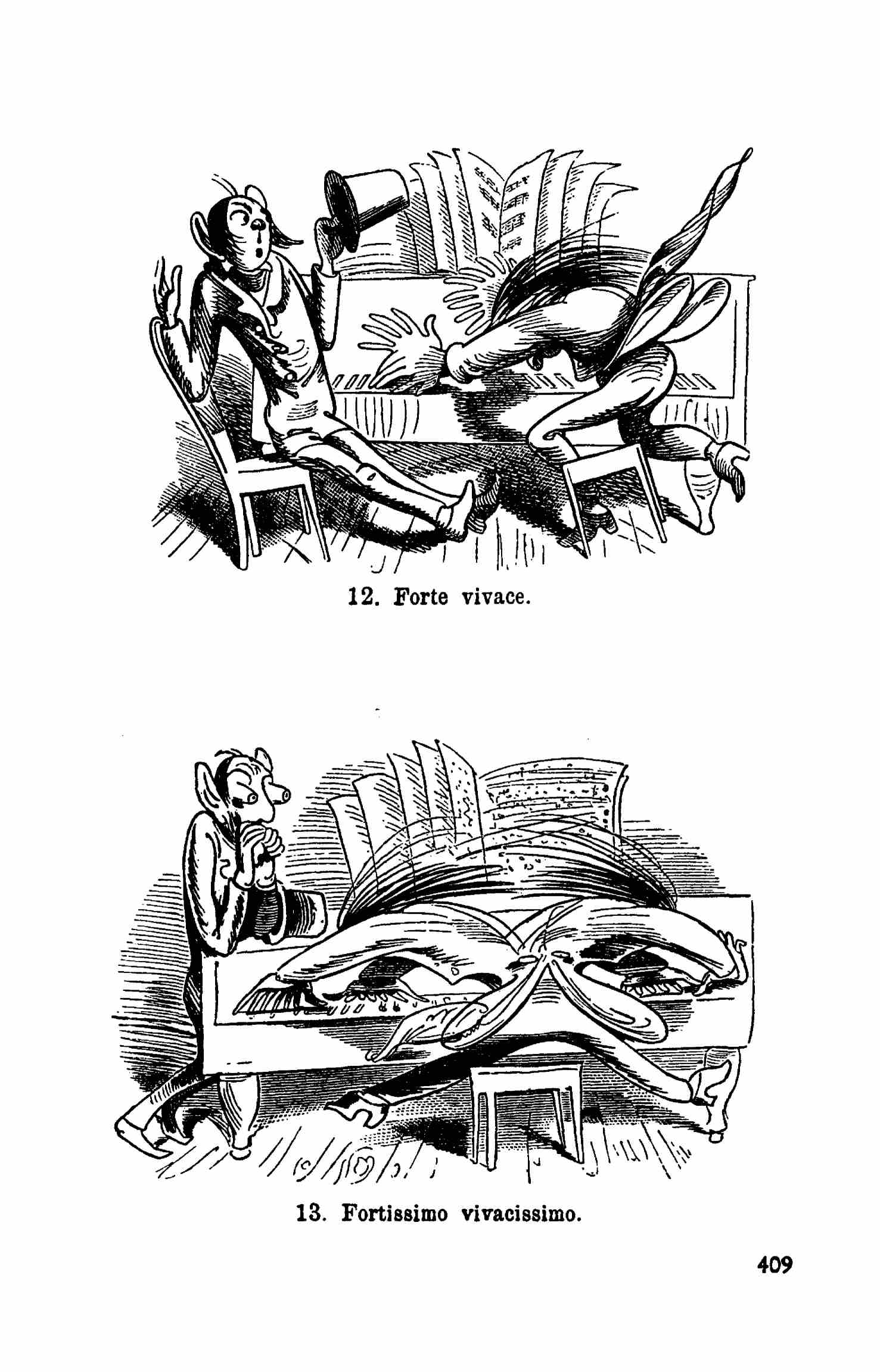
Szene 12 und 13 aus Der Virtuos

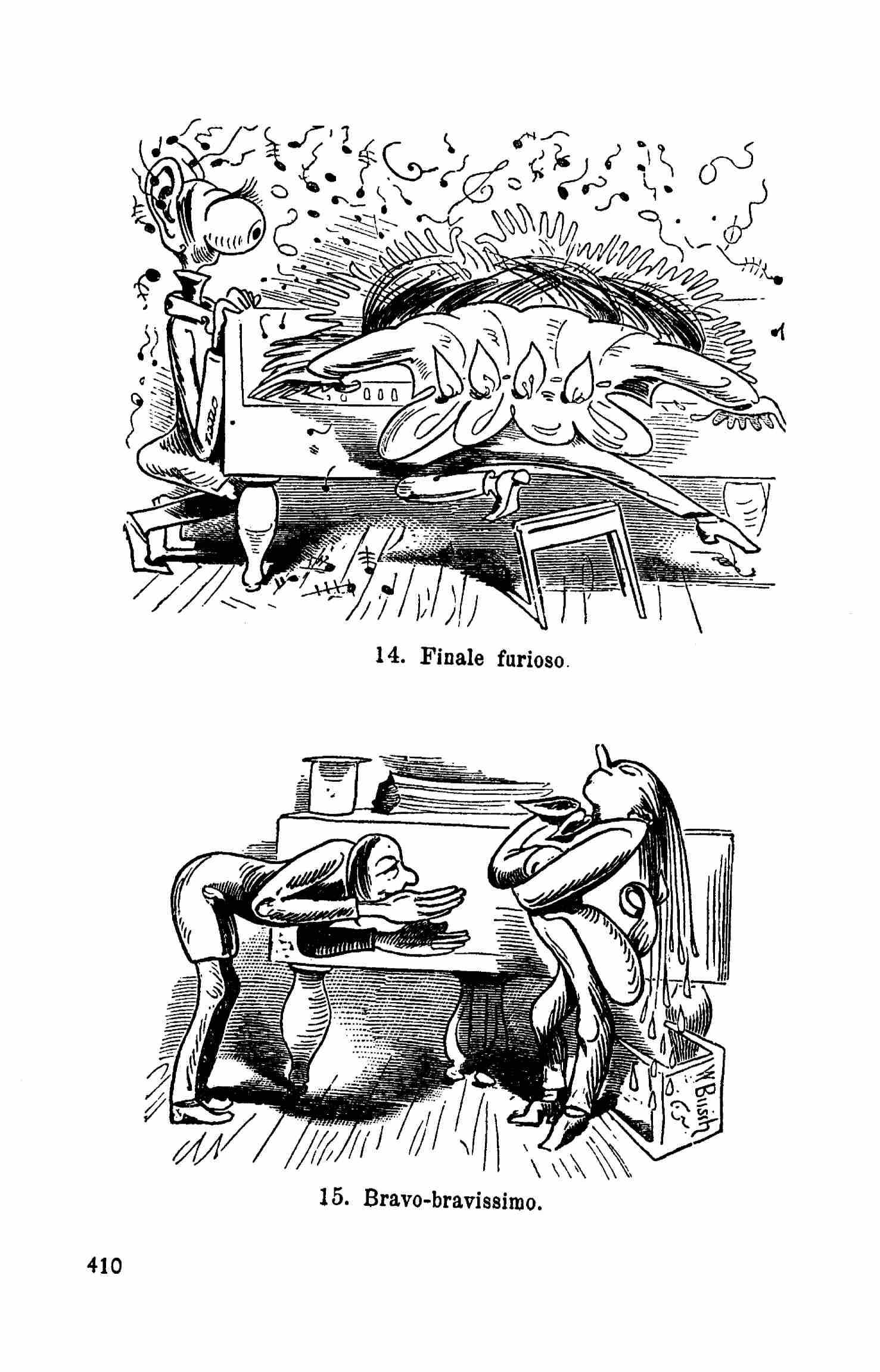
Szene 14 und 15 aus Der Virtuos

Aber auch hier zeigt der Kontext, insbesondere der ironische letzte Vers der zitierten Passage – „Schöner ist doch unsereiner!“ –, dass Busch die Nichtjuden keineswegs als die edlere Sorte Mensch betrachtete. Robert Gernhardt weist darauf hin, wie überaus selten Karikaturen von Juden in Buschs Werk zu finden sind. Insgesamt gibt es außer den genannten nur noch eine weitere Zeichnung in den Fliegenden Blättern von 1860, die überdies den Text eines anderen Autors illustrierte. Nach Gernhardts Ansicht sind die jüdischen Figuren Wilhelm Buschs nichts anderes als Stereotype wie der beschränkte bayerische Bauer oder der preußische Tourist.
Diese Ansicht teilt auch Joseph Kraus: Wilhelm Busch habe sich gegen gerissene Geschäftemacher überhaupt gewendet und dafür in einigen Bildergeschichten Karikaturen von Juden, aber nicht nur von ihnen, genutzt. Das zeigt sich an einem Zweizeiler aus der Bildergeschichte Die Haarbeutel. Danach sind gewinnsüchtige Mitmenschen
Vornehmlich Juden, Weiber, Christen,

Die dich ganz schrecklich überlisten.
Erik de Smedt spricht von einer „gewissen ambivalenten Haltung Buschs den Juden gegenüber“. In Eduards Traum beispielsweise legt er dem Titelhelden den Satz in den Mund: „Das Geschäft steht in Blüte, der Israelit gleichfalls. Schlau ist er wie nur was, und wo’s was zu verdienen gibt, da läßt er nichts aus …“ Dagegen ist in der vorangehenden Textpassage über das Haus und die Mieter eines „antisemitischen Bauunternehmers“ von Lastern aller Art die Rede, z. B. von Mordversuch, Neid, Hass, Betrug und Ehestreit. Vorurteile Buschs zeigen sich wiederum dort, wo Eduard den Tierkreiszeichen begegnet:

„Nicht weit davon in seiner Butike saß der schlaue krummnasige ‚Wassermann‘ – Juden gibt’s doch allerwärts! – und regulierte die ‚Waage‘ zu seinen Gunsten.“

Joseph Kraus meint, Busch habe – wie die meisten seiner Zeitgenossen – Juden als Fremdkörper empfunden und einige ihrer antisemitischen Denkmuster geteilt. Dies habe aber enge Freundschaften mit Juden, etwa mit dem Dirigenten Hermann Levi, nicht ausgeschlossen.

### Bildergeschichten als Vorgriff auf moderne Comics
Buschs Werk leistete einen Beitrag zur Entwicklung des Comics, Andreas C. Knigge bezeichnet ihn als ersten Virtuosen der Bilderzählung. Seine Arbeit hat ihm daher ab der zweiten Hälfte des 20. Jahrhunderts zunehmend den ehrenden Beinamen „Großvater der Comics“ oder „Urvater der Comics“ eingebracht.
Schon seine frühen Bildergeschichten unterscheiden sich von denen seiner Kollegen, die gleichfalls für Kaspar Braun arbeiteten. Seine Bilder zeigen eine zunehmende Konzentration auf die Hauptfiguren, sind sparsamer in der Binnenzeichnung und weniger kleinteilig im Ambiente. Die Pointe entwickelt sich aus einem dramaturgischen Verständnis der ganzen Erzählung heraus. Alle Bildergeschichten folgen einem Handlungsablauf, der mit einer Schilderung der Verhältnisse beginnt, denen der Konflikt entspringt, den Konflikt dann steigert und schließlich zur Auflösung bringt. Die Handlung ist dabei wie in einem Film in Einzelsituationen zerlegt. Hierdurch vermittelt Busch, zuweilen durch Perspektivwechsel verstärkt, den Eindruck von Bewegung und Aktion. Nach Ansicht von Gert Ueding ist die Bewegungsdarstellung, die Busch trotz der Beschränkung des Mediums gelingt, bislang unerreicht geblieben.
Als eine von Buschs genialsten und revolutionärsten Bildergeschichten gilt Der Virtuos, die 1865 erschienene Geschichte eines Pianisten, der zu Neujahr einem begeisterten Zuhörer ein Privatkonzert gibt. Diese Satire auf selbstdarstellerische Künstlerattitüde und deren übertriebene Verehrung weicht vom Schema Buschs übriger Bildergeschichten ab, weil die einzelnen Szenen nicht mit gebundenen Texten kommentiert sind, sondern lediglich Termini aus der musikalischen Fachsprache wie Introduzione, Maestoso oder Fortissimo vivacissimo verwendet werden. Die Szenen steigern sich im Tempo, wobei jeder Körperteil und jeder Kleidungszipfel in diese Steigerung mit einbezogen sind. Schließlich werden die vorletzten Szenen zu einer Simultanschau mehrerer Bewegungsphasen des Pianisten, und die Noten lösen sich in über dem Flügel tanzenden Notenzeichen auf. Bildende Künstler haben sich bis weit ins 20. Jahrhundert von dieser Bildergeschichte inspirieren lassen. August Macke hielt in einem Brief an seinen Galeristen Herwarth Walden sogar fest, dass er die Bezeichnung Futurismus für die zu Beginn des 20. Jahrhunderts in Italien entstandene avantgardistische Kunstbewegung für verfehlt halte, da bereits Wilhelm Busch ein Futurist gewesen sei, der Zeit und Bewegung ins Bild gebannt habe.
Ähnlich zukunftsweisend sind einzelne Szenen der Bilder zur Jobsiade, die 1872 veröffentlicht wurde. Bei Jobs theologischem Examen sitzen ihm zwölf geistliche Herren in weißen Perücken gegenüber. Auf ihre keineswegs schwierigen Fragen antwortet ihr Prüfling so blödsinnig, dass jede Antwort ein synchrones Kopfschütteln der Prüfenden auslöst. Die Perücken geraten in empörte Bewegung, und aus der Szene wird eine Bewegungsstudie, die an die Phasenfotografien Eadweard Muybridges erinnern. Muybridge hatte zwar 1872 mit seinen Bewegungsstudien begonnen, veröffentlichte diese aber erst 1893, so dass es sich bei diesem fließenden Übergang von der Zeichnung zur Kinematografie ebenfalls um eine künstlerische Pionierleistung Buschs handelt.

### Moritziaden
Der langfristig größte Erfolg, sowohl international als auch im deutschen Sprachraum, war Max und Moritz beschieden: Im Todesjahr Buschs gab es bereits englische, dänische, hebräische, japanische, lateinische, polnische, portugiesische, russische, ungarische, schwedische und wallonische Übersetzungen seiner Geschichte. Allerdings gab es auch Länder, in denen man sich lange gegen das „Elaborat“ wehrte. Die steirische Schulbehörde untersagte noch 1929 den Verkauf von Max und Moritz an Jugendliche unter achtzehn Jahren. 1997 gab es jedoch mindestens 281 Übersetzungen in Dialekte und Sprachen, darunter Sprachen wie Südjütisch.

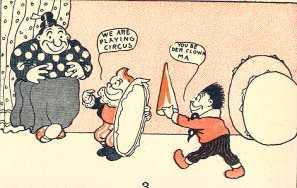
Katzenjammer Kids: Einzelszene eines Comics aus dem Jahr 1901 von Rudolph Dirks

Sehr früh gab es sogenannte Moritziaden, das heißt Bildergeschichten, die sich in ihrer Handlung und ihrer Erzählweise sehr eng an Buschs Original anlehnten. Einige, wie die 1896 in England erschienene Tootle-and-Bootle-Geschichte, entnahmen dem Original so viele wörtliche Übersetzungen, dass es sich eigentlich um eine Art Raubdruck handelte. Als echte Neuschöpfung, deren Vorbild Max und Moritz ist, gelten dagegen die Katzenjammer Kids des gebürtigen Holsteiners Rudolph Dirks, die ab 1897 jeden Samstag in einer Beilage des New York Journals erschienen. Sie entstanden auf Anregung des Verlegers William Randolph Hearst mit dem expliziten Wunsch, ein Geschwisterpaar zu erfinden, das dem Grundmuster von Max und Moritz folgt. Die Katzenjammer Kids gelten als einer der ältesten Comicstrips und werden immer noch fortgeführt.
Der deutsche Sprachraum weist eine besonders reiche Tradition an Moritziaden auf: Das reicht von Lies und Lene; die Schwestern von Max und Moritz aus dem Jahre 1896 über Schlumperfritz und Schlamperfranz (1922), Sigismund und Waldemar, des Max und Moritz Zwillingspaar (1932) bis hin zu Mac und Mufti (1987). Während im Original Max und Moritz die Bravheit und Biederkeit ihrer Widersacher, die ihre Autorität mit Gewalt durchsetzen, als heuchlerische Fassade bloßlegen, spiegelt sich in den Moritziaden häufig lediglich der Geist der jeweiligen Epoche wider. Sowohl im Ersten als auch im Zweiten Weltkrieg gibt es Moritziaden, die das Schicksal der Protagonisten in den Schützengräben erzählen, das Winterhilfswerk sammelte Geld mit ihrem Abzeichen, 1958 kämpfte die CDU in Nordrhein-Westfalen mit Hilfe der Max-und-Moritz-Figuren im Wahlkampf um Stimmen, im selben Jahr karikierte das DDR-Satiremagazin Eulenspiegel Schwarzarbeit, und 1969 waren Wilhelm Buschs Helden an der Studentenbewegung beteiligt.

## Malerei

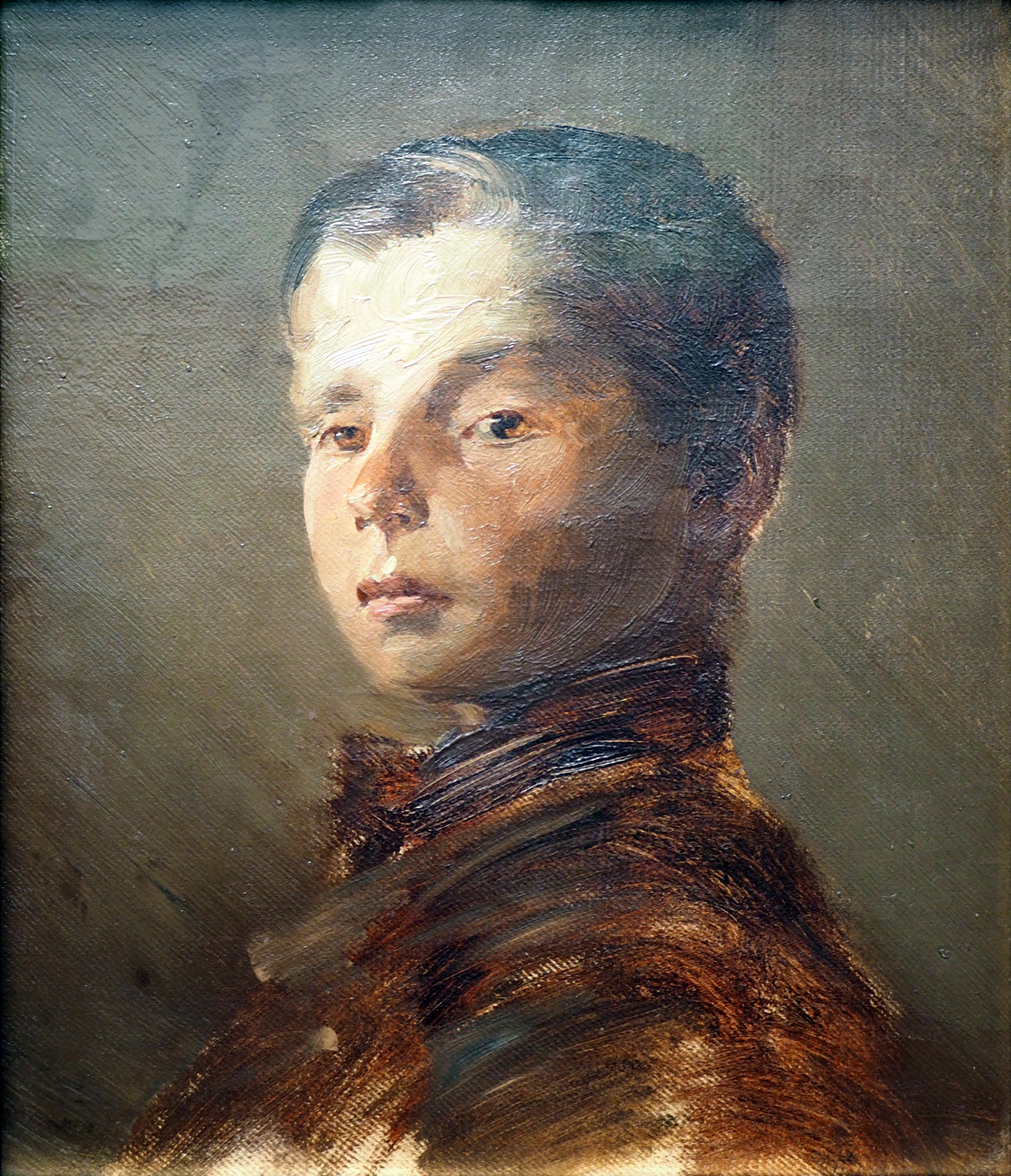
Bildnis eines Jungen, ca. 1875, Hamburger Kunsthalle

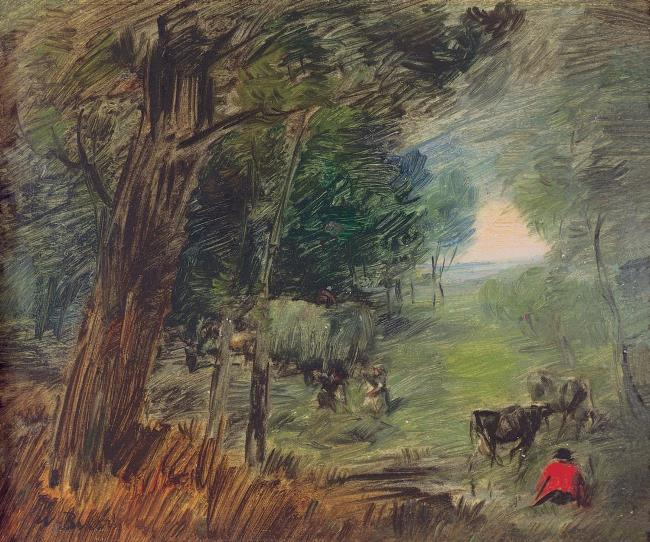
Waldlandschaft mit Heufuder und Kühen, um 1884/1893

Wilhelm Busch scheint die Selbstzweifel an seinen malerischen Fähigkeiten, die ihn befielen, als er sich in Antwerpen erstmals mit den alten niederländischen Malern auseinandersetzte, während seines Lebens niemals ganz verloren zu haben. Wenige seiner Gemälde empfand er als fertig. Er stapelte sie häufig noch feucht in Ecken seines Ateliers aufeinander, so dass sie sich unlösbar miteinander verklebten. Wurden die Bilderstapel zu hoch, verbrannte er sie im Garten. Von den erhaltenen Bildern sind nur wenige datiert, so dass es schwer ist, sie in eine geschichtliche Reihenfolge zu ordnen. Seine Zweifel an seinen malerischen Fähigkeiten drücken sich auch in der Materialwahl aus. Seine Malgründe sind bei den meisten Werken lieblos gewählt. Gelegentlich handelt es sich um unebene Pappen oder um nur notdürftig geglättete und mit nur einer Gratleiste gesicherte Fichtenholzbretter. Eine Ausnahme stellt ein Porträt seiner Förderin Johanna Keßler dar, dessen Malgrund Leinwand ist und das mit 63 mal 53 Zentimeter zu den größten Bildern Wilhelm Buschs zählt. Die meisten seiner Gemälde haben ein deutlich kleineres Format. Selbst die Landschaften sind Miniaturen, deren Reproduktionen in Bildbänden häufig größer sind als das jeweilige Original. Da Wilhelm Busch nicht nur billige Malgründe, sondern auch billige Farben verwendete, sind viele seiner Bilder inzwischen stark nachgedunkelt und haben damit eine fast monochrome Wirkung.
Viele seiner Bilder zeigen eine Fixierung auf das ländliche Leben in Wiedensahl oder Lüthorst. Dargestellt sind Motive wie Kopfweiden, Katen im Kornfeld, Kuhhirten, Herbstlandschaften, Wiesen mit Bachläufen. Auffallend sind die sogenannten Rotjacken-Bilder. Unter den nahezu 1000 Gemälden und Skizzen Wilhelm Buschs finden sich etwa 280, auf denen eine rote Jacke zu entdecken ist. Meist ist es eine von hinten gesehene, winzige Figur, die in gedeckte Farben gekleidet ist, aber eine leuchtend rote Jacke trägt. Die Porträts zeigen in der Regel typische dörfliche Charaktere. 

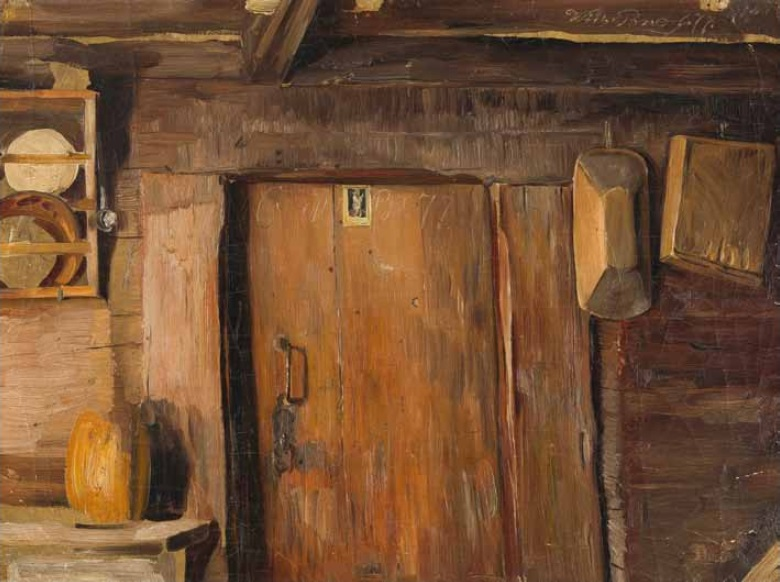
Wilhelm Busch Bäuerliche Stube mit Dreikönigssegen 1877

Eine Ausnahme bilden neben Porträts der Familie Keßler eine Mitte der 1870er Jahre entstandene Porträtserie von Lina Weißenborn. Das 10-jährige Mädchen war Tochter einer der jüdischen Familien, die in Lüthorst seit Generationen ansässig war. Sie zeigen ein ernsthaftes Mädchen mit dunkel-orientalischen Zügen, das den Maler kaum wahrzunehmen scheint. Ihre Porträts werden von einigen Kritikern zu den ergreifendsten Bildnissen Wilhelm Buschs gezählt, die weit über das Typenhafte seiner übrigen Porträts hinausgehen.
Der Einfluss der niederländischen Malerei ist im Werk Buschs unverkennbar. „Hals verdünnt und verkleinert … aber etwas Hals eben doch“, schrieb Paul Klee nach dem Besuch einer Wilhelm Busch-Gedächtnisausstellung im Jahre 1908. Von besonderem Einfluss auf das malerische Werk Wilhelm Busch ist Adriaen Brouwer, der ausschließlich Szenen aus dem Bauern- und Wirtshausleben, Bauerntänze, Kartenspieler, Raucher, Trinker und Schläger thematisierte. Eine Auseinandersetzung mit prägenden deutschen Malern seiner Zeit wie Adolf Menzel, Arnold Böcklin, Wilhelm Leibl oder Anselm Feuerbach mied Busch. Die Entdeckung des Lichts im frühen Impressionismus, neuer Farben wie Anilingelb oder die Verwendung von Fotografien als Hilfsmittel fand in seiner Malerei keinerlei Berücksichtigung. Seine Landschaften aus der Mitte der 1880er Jahre zeigen allerdings den gleichen groben Pinselstrich, der für Bilder des jungen Franz von Lenbach charakteristisch war. Obwohl er mit mehreren Malern der Münchner Schule befreundet war und ihm auf Grund dieser Kontakte eine Ausstellung seiner Bilder problemlos möglich gewesen wäre, hat er diese Möglichkeit, sein malerisches Werk zu präsentieren, nie ergriffen. Erst gegen Ende seines Lebens stellte er ein einziges Bild öffentlich aus.

## Werke (Auswahl)

### Veröffentlichungen nach Erscheinungsjahr
Bildergeschichten, die nicht als eigenständiges Werk veröffentlicht wurden, sondern beispielsweise in den Fliegenden Blättern erschienen, sind nur insoweit aufgeführt, als sie für die künstlerische Entwicklung Wilhelm Buschs interessant sind.

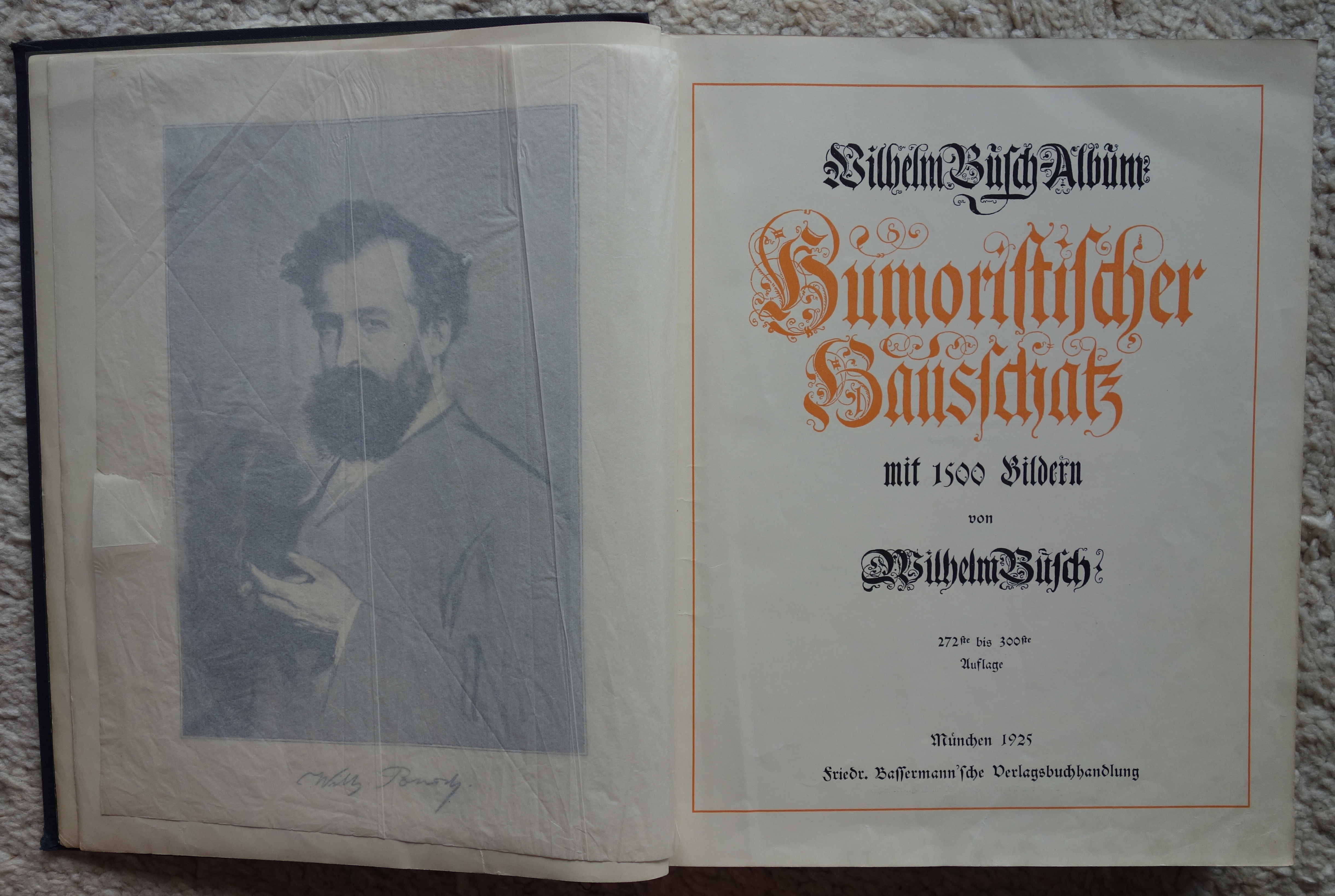
Titelseiten einer Ausgabe des Humoristischen Hausschatzes von 1925

Der Fipps, das darf man wohl gestehn,

Ist nicht als Schönheit anzusehn.

Was ihm dagegen Werth verleiht,

Ist Rührig- und Betriebsamkeit.
- 1859: Die kleinen Honigdiebe[194]

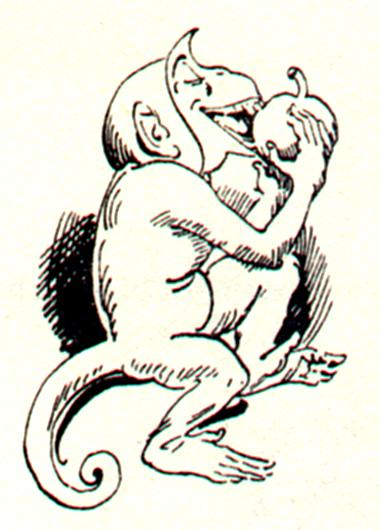
Einzelszene aus Fipps, der Affe:
Der Fipps, das darf man wohl gestehn,
Ist nicht als Schönheit anzusehn.
Was ihm dagegen Werth verleiht,
Ist Rührig- und Betriebsamkeit.

- 1860: Liebestreu und Grausamkeit. Romantische Oper in 3 Acten von Motzhoven. (München, 8. Februar 1860)[195]
- 1862: Der Vetter auf Besuch. Komische Oper in 1 Aufzuge. (Musik: Georg Kremplsetzer)[196] – uraufgeführt 1863[197]
- 1863: Naturgeschichtliches Alphabet im Münchener Bilderbogen
- 1864: Bilderpossen (mit den Einzelgeschichten Katz und Maus, Hänsel und Gretel, Krischan mit der Piepe und Der Eispeter)
- 1864: Diogenes und die bösen Buben von Korinth
- 1864: Eginhard und Emma
- 1865: Der Virtuos
- 1865: Max und Moritz (Digitalisat und Volltext im Deutschen Textarchiv)
- 1866: Schnaken und Schnurren
- 1867: Hans Huckebein, der Unglücksrabe
- 1868: Schnaken und Schnurren, Teil II
- 1869: Schnurrdiburr oder Die Bienen
- 1870: Der heilige Antonius von Padua
- 1872: Schnaken und Schnurren, Teil III
- 1872: Die fromme Helene
- 1872: Bilder zur Jobsiade
- 1872: Pater Filucius
- 1873: Der Geburtstag oder die Partikularisten
- 1874: Dideldum!
- 1874: Kritik des Herzens
- 1875: Abenteuer eines Junggesellen
- 1876: Herr und Frau Knopp
- 1877: Julchen
- 1878: Die Haarbeutel
- 1879: Fipps, der Affe
- 1881: Stippstörchen für Äuglein und Öhrchen
- 1881: Der Fuchs. Die Drachen. – Zwei lustige Sachen
- 1882: Plisch und Plum
- 1883: Balduin Bählamm, der verhinderte Dichter
- 1884: Maler Klecksel
- 1886: Was mich betrifft
- 1891: Eduards Traum
- 1893: Von mir über mich[198]
- 1895: Der Schmetterling
- 1904: Zu guter Letzt[199]
- 1908: Hernach (posthum, als Autograph abgedruckt)[200]
- 1909: Schein und Sein (posthum)[201]
- 1910: Ut ôler Welt. Volksmärchen, Sagen, Volkslieder und Reime. Gesammelt von Wilhelm Busch. Hrsg. O. Nöldeke. München, Joachim, 1910.
- 1923: Wilhelm Busch Gesammelte Werke
- 2010: (seit 1863 verschollen und erst wieder 2008 entdeckt) Der Kuchenteig mit einem Essay von Andreas Platthaus, (= Insel-Bücherei, Band 1325), Insel, Berlin 2008, ISBN 978-3-458-19325-8.

### Auswahl an Veröffentlichungen

#### Druckausgaben und digitalisierte Fassungen
- Wilhelm Busch, Album, ausgewählt und zusammengestellt von Anneliese Kocialek. Der Kinderbuchverlag, Berlin 1978; ISBN 3-358-01000-7 (Erstausgabe 1959).
- Rolf Hochhuth (Hrsg.): Sämtliche Werke und eine Auswahl der Skizzen und Gemälde in zwei Bänden. Band 1: Und die Moral von der Geschicht. Band 2: Was beliebt ist auch erlaubt. Bertelsmann, Gütersloh 1959; Neuausgabe München 1982, ISBN 3-570-03004-0.
- Aphorismen und Reime. In: Rolf Hochhuth (Hrsg.): Sämtliche Werke und eine Auswahl der Skizzen und Gemälde in zwei Bänden. Band 2: Was beliebt ist auch erlaubt. Bertelsmann, Gütersloh 1959; Neuausgabe München 1982, ISBN 3-570-03004-0, S. 865–885.
- Otto und Hermann Nöldeke: Wilhelm Busch-Buch. Sammlung lustiger Bildergeschichten mit etwa 460 Bildern und einer Biographie. Verlagsanstalt Hermann Klemm, Berlin-Grunewald 1930.
- Otto Nöldeke (Hrsg.): Wilhelm Busch, Sämtliche Werke. Acht Bände. Braun & Schneider, München 1943, Band 1: DNB 365409219.
- Hugo Werner (Hrsg.): Wilhelm Busch. Gesamtwerk in sechs Bänden. Weltbild, Augsburg 1994, DNB 942761960.
- Ärzte, Apotheker. Patienten bei Wilhelm Busch. Gesammelt, und präsentiert von Ulrich Gehre. Verlag Schnell, Warendorf 2007, ISBN 978-3-87716-877-6.
- Gedichte und Bildergeschichten (= Zwei Handbücher). Diogenes, Zürich 2007, ISBN 978-3-257-06560-2.
- Da grunzte das Schwein, die Englein sangen / Wilhelm Busch. Ausgewählt und mit einem Essay von Robert Gernhardt. Eichborn, Frankfurt am Main 2000, ISBN 978-3-8218-4185-4, Reihe Die Andere Bibliothek.
- Herwig Guratzsch, Hans Joachim Neyer (Hrsg.): Die Bildergeschichten / Wilhelm Busch. [Erste] historisch-kritische Gesamtausgabe, im Auftrag der Wilhelm-Busch-Gesellschaft. 3 Bände. Schlütersche, Hannover 2002, ISBN 3-87706-650-X (2., überarbeitete Auflage 2007, ISBN 978-3-89993-806-7).
- Gesammelte Werke (= Digitale Bibliothek (CD-ROM), Band 74). Directmedia, Berlin 2004, ISBN 3-89853-474-X.
- Gudrun Schury (Hrsg.): Hundert Gedichte. Aufbau, Berlin 2007, ISBN 978-3-351-03217-3.
- Wilhelm Busch: Werke. Historisch-kritische Gesamtausgabe. Bearbeitet und herausgegeben von Friedrich Bohne. 4 Bände. Standard, Hamburg 1959 DNB 860192962 (Band 1).
- Wilhelm-Busch-Gesellschaft e. V. Hannover (Hrsg.): Sämtliche Briefe. Kommentierte Ausgabe in 2 Bänden / Wilhelm Busch. Kommentiert von Friedrich Bohne unter Mitarbeit von Paul Meskemper und Ingrid Haberland [diesem Nachdruck liegt ein Original der limitierten Ausgabe von 1968/1969 zugrunde]. Schlüter, Hannover 1982, ISBN 3-87706-188-5.
  - Band 1: Briefe 1841 bis 1892.
  - Band 2: Briefe 1893 bis 1908.

#### Übersetzungen
- Wilhelm Busch: Maxus atque Mauritius. In das Lateinische übersetzt von Alexander Lenard. Vita Latina, Avignon Januar 1962, S. 97–109.[202]

#### Vertonungen und Lesungen
- Die fromme Helene – Eine Wilhelm-Busch-Inhalation in 17 Zügen. Oper von Edward Rushton, Libretto von Dagny Gioulami. Nach der gleichnamigen Bildergeschichte von Wilhelm Busch. Uraufführung: 11. Februar 2007, Staatsoper Hannover
- Max und Moritz, Hans Huckebein und Die fromme Helene. Vollständige Lesung (= Audio-CD, ca. 57 Min., Sprecher Rufus Beck), DHV – Der Hörverlag, München 2005, ISBN 978-3-89584-372-3.
- Wilhelm Busch – Unterhaltsames und Ungehöriges für Kinder. Verlag Audionauten 2007, ISBN 978-3-86604-530-9. Acht Vertonungen von Hans Huckebein bis Der Hahnenkampf mit dem duo pianoworte: Helmut Thiele (Erzähler) und Bernd-Christian Schulze (Klavier)
- Max und Moritz – Kantate in sieben Streichen für gemischten Chor und Klavier (1998) – Musik: Siegfried Strohbach, Verlag Edition Ferrimontana
- Die Ballade von Rieke und Nischke – auf einen Text von Wilhelm Busch für gemischten Chor a cappella (1981) – Musik: Siegfried Strohbach, Verlag Edition Ferrimontana
- Sechs heitere Chorlieder auf Texte von Wilhelm Busch – für gemischen Chor a cappella (1945) – Musik: Siegfried Strohbach, Verlag Edition Ferrimontana
- Zahlreiche Gedichte von Wilhelm Busch wurden für eine Singstimme mit Klavierbegleitung und für Chöre vertont. Eine detaillierte Liste der vertonten Texte und der jeweiligen Komponisten ist auf der Webseite The LiederNetArchive zu finden, digital:

## Porträt
- Fotografie von Rudolf Dührkoop, 1906[203]
- Fotografie von Hans Müller-Branel vor 1908

## Gedenken und Gedenkstätten

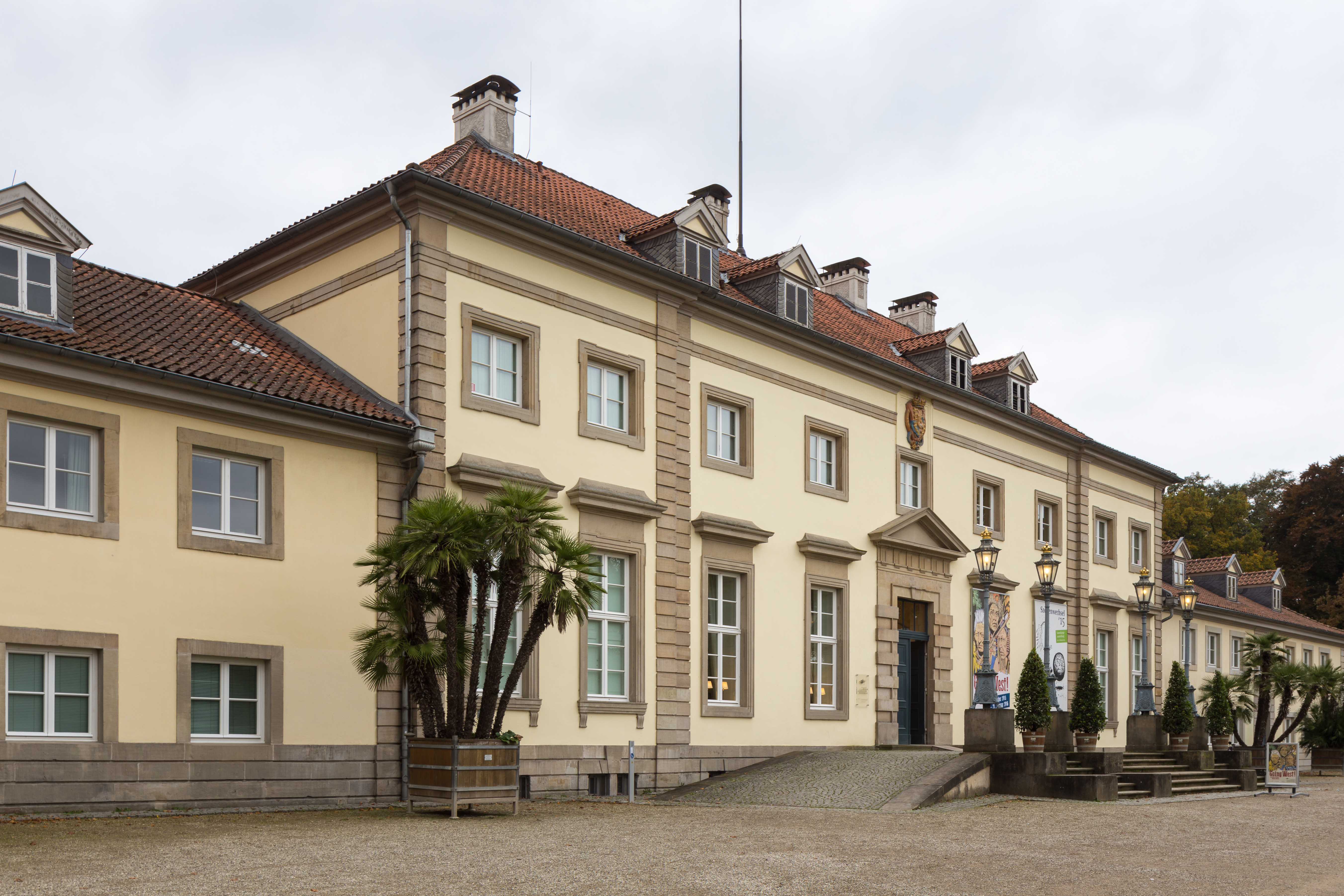
Deutsches Museum für Karikatur und Zeichenkunst Wilhelm Busch im Georgenpalais in Hannover

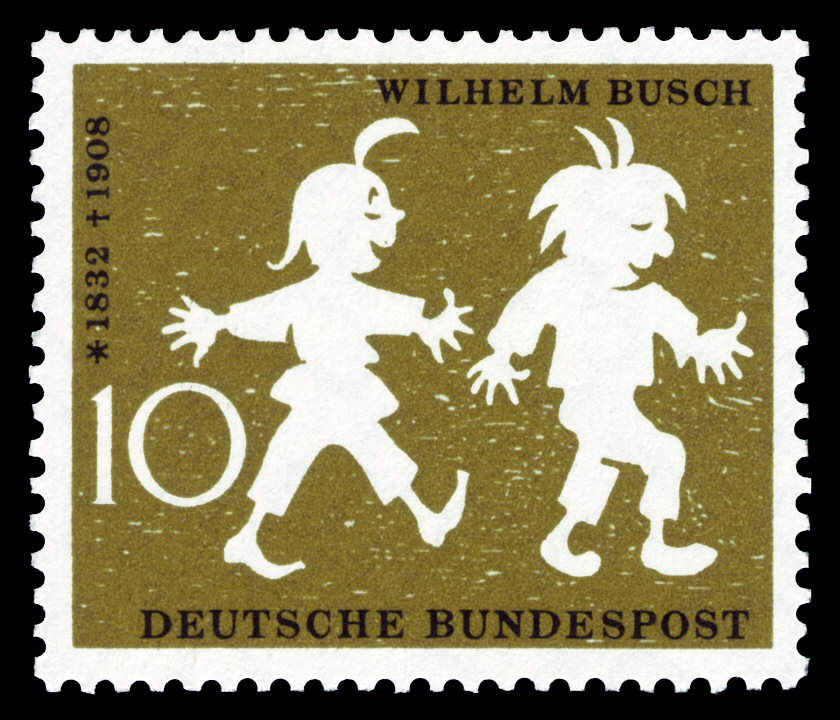
Gedenkmarke der Deutschen Bundespost zu Wilhelm Buschs 50. Todestag 1958

### Würdigungen
Bereits der 70. Geburtstag Wilhelm Buschs war Anlass, den humoristischen Dichter zu würdigen. Während Wilhelm Busch den Geburtstag bei seinem Neffen in Hattorf am Harz verbrachte, um dem Rummel zu entgehen, trafen in Mechtshausen über tausend Glückwunschbriefe aus aller Welt ein. Wilhelm II. sendete ein Glückwunschtelegramm, in dem er ihn als einen Dichter und Zeichner würdigte, dessen „köstliche Schöpfungen voll echten Humors unvergänglich im deutschen Volke leben werden“. Im österreichischen Reichsrat setzte die Fraktion der Alldeutschen Vereinigung eine Aufhebung des bis dahin in Österreich geltenden Verbots des heiligen Antonius von Padua durch. Der Verlag Braun & Schneider, der die Rechte an Max und Moritz besaß, überwies ein Geschenk von 20.000 Reichsmark (nach heutiger Kaufkraft etwa 200.000 EUR), die Wilhelm Busch an zwei Krankenhäuser in Hannover spendete.
Seitdem sind runde Todes- und Geburtstage immer wieder Anlass zum Gedenken an Wilhelm Busch gewesen. 1986 zeigte das ZDF unter dem Titel „Wer einsam ist, der hat es gut / Weil keiner da, der ihm was tut“ einen Fernsehfilm von Hartmut Griesmayr über Wilhelm Busch. Anlässlich des 175. Geburtstages von Busch im Jahre 2007 erschien nicht nur eine Reihe neuer Publikationen. Die Deutsche Post brachte neue Jugendmarken mit Motiven der Busch-Figur Hans Huckebein und die Bundesrepublik Deutschland eine 10-Euro-Silbermünze mit seinem Abbild heraus. Die Stadt Hannover erklärte 2007 zum „Wilhelm-Busch-Jahr“, bei dem einige Monate in der Innenstadt Litfaßsäulen mit großformatigen Zeichnungen des Künstlers ausgestellt waren.
Der Asteroid (7121) Busch ist nach ihm benannt.

### Wilhelm-Busch-Gesellschaft, Wilhelm-Busch-Preis
Die seit 1930 bestehende Wilhelm-Busch-Gesellschaft hat es sich zum Ziel gesetzt, „das Werk Wilhelm Buschs zu sammeln, wissenschaftlich zu bearbeiten und der Öffentlichkeit zugänglich zu machen“. Die Gesellschaft fördert die Entwicklung der künstlerischen Bereiche „Karikatur“ und „kritische Grafik“ zu einem anerkannten Zweig der Bildenden Kunst. Sie ist gleichzeitig Trägerin des Deutschen Museums für Karikatur und Zeichenkunst Wilhelm Busch, das sich im Obergeschoss des hannoverschen Georgenpalais befindet.
Der Wilhelm-Busch-Preis wird alle zwei Jahre für satirische und humoristische Versdichtung verliehen.

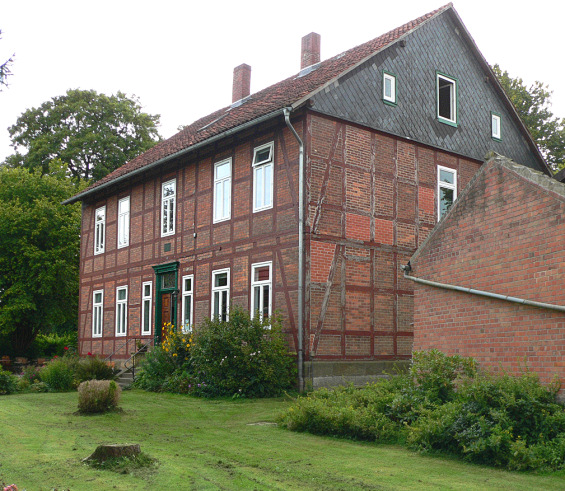
Museum Wilhelm-Busch-Haus in Mechtshausen in Buschs ehemaligem Wohnhaus

### Gedenkstätten
Unter anderem an Buschs früheren Wohn- und Aufenthaltsorten gibt es Gedenkstätten und Museen:
- Wiedensahl: Wilhelm-Busch-Geburtshaus und Wilhelm-Busch-Wohnhaus (1872–1879) im ehemaligen Pfarrhaus
- Hameln: Wilhelm-Busch-Haus
- Ebergötzen: Wilhelm-Busch-Mühle (1841–1846)[211]
- Lüthorst: Wilhelm-Busch-Zimmer im ehemaligen Wohnsitz (1846–1897)
- Mechtshausen: Wilhelm-Busch-Haus, Museum im ehemaligen Pfarrhaus, dem Wohnsitz während seiner letzten Lebensjahre (1898–1908)
- Seesen: Plastik von Wilhelm Busch lebensgroß im Straßenbild (Mechtshausen ist Ortsteil von Seesen)
- Hattorf am Harz: Wilhelm-Busch-Gedenkstätte
- Hannover: Wilhelm-Busch-Museum
- Hannover, Stadttafel am früheren Wohnhaus während der Studienzeit (früher: Schmiedestraße 33, heute Schmiedestraße 18)
- Wolfenbüttel, Wilhelm-Busch-Denkmal des Künstlers Markus Lüpertz am Bürger Museum Wolfenbüttel[212] (in der Ausstellung werden die Jahrzehnte betrachtet, in denen Wilhelm Busch seinen Bruder, einen Konservenfabrikanten, in Wolfenbüttel besucht hat)

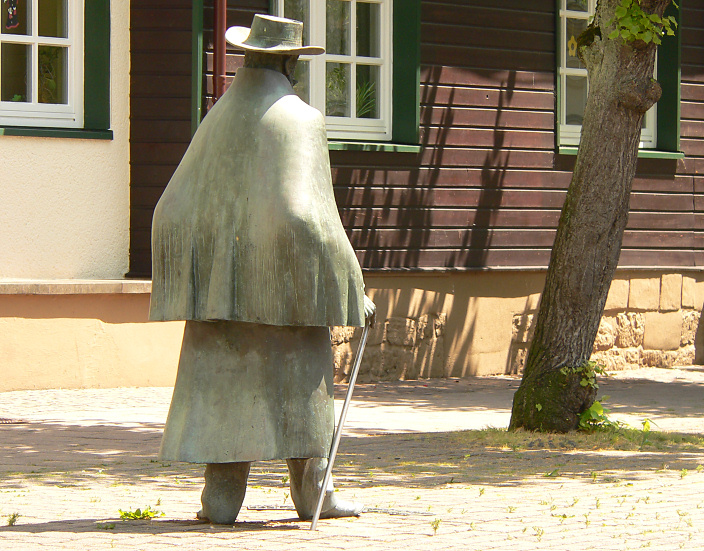
Wilhelm-Busch-Plastik in Seesen
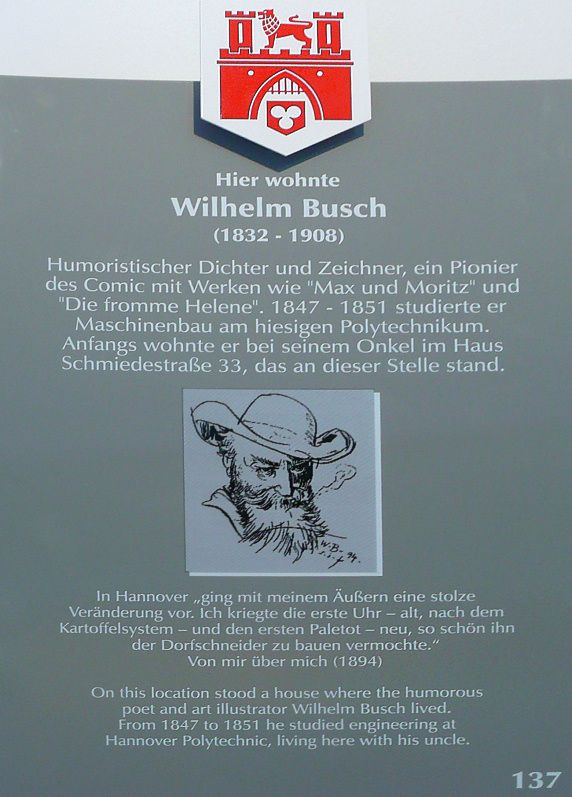
Stadttafel in Hannover
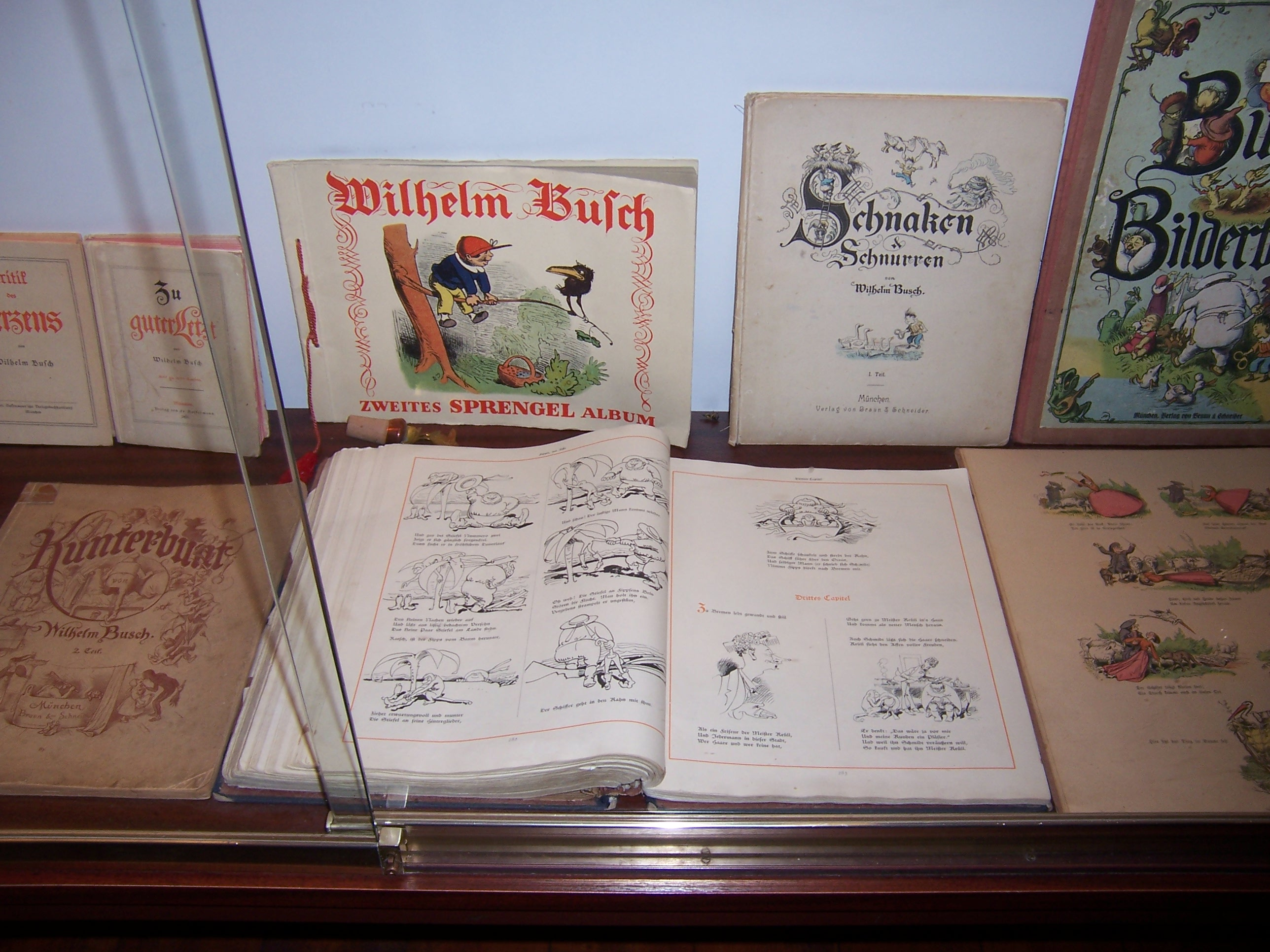
Ausgestellte Werke in der Wilhelm-Busch-Mühle in Ebergötzen
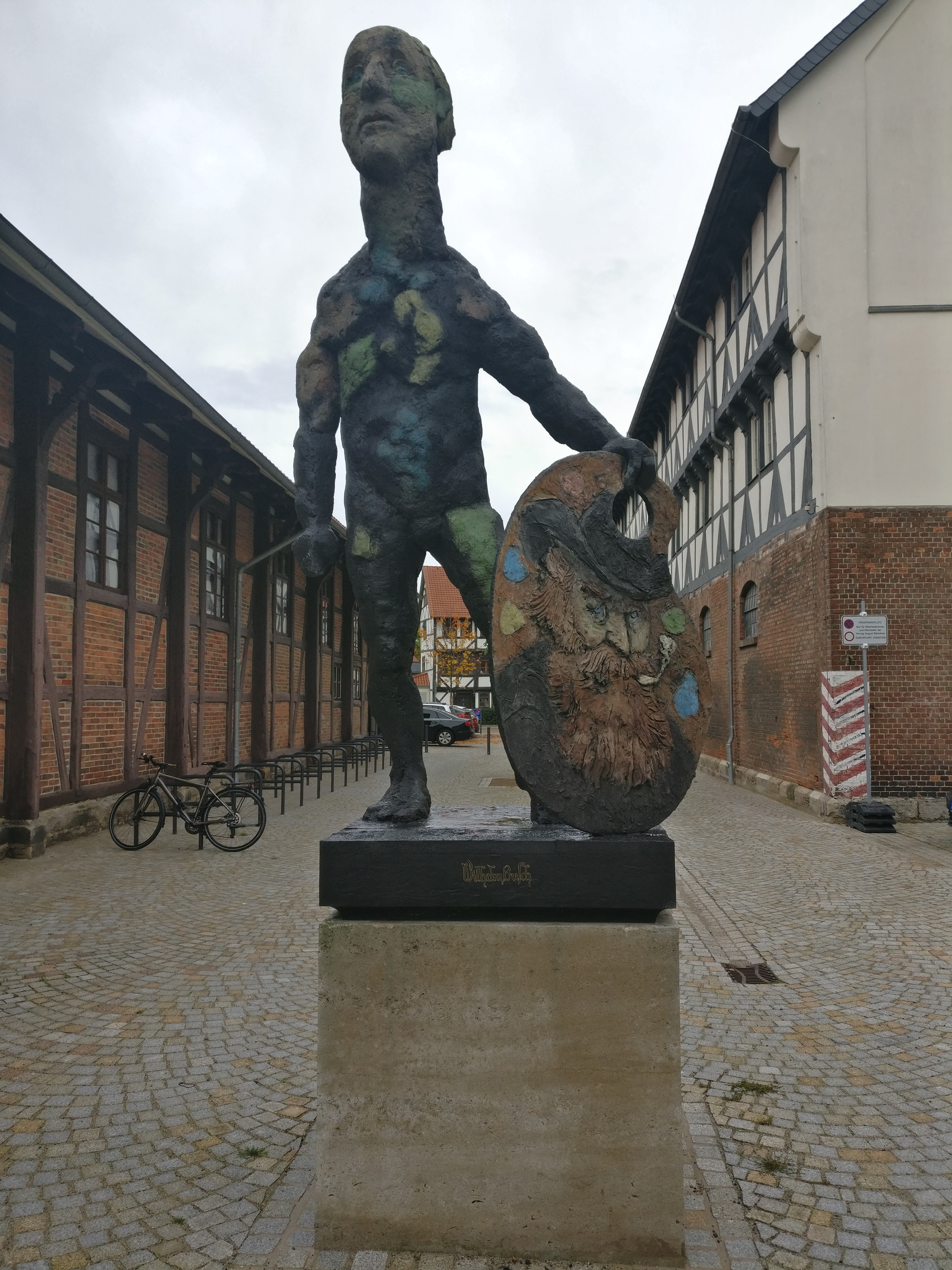
Wilhelm-Busch-Denkmal in Wolfenbüttel

## Film
- Wilhelm Busch: Wer einsam ist, der hat es gut, weil keiner da, der ihm was tut (Biographischer Spielfilm, Inhaltsangabe), Regie: Hartmut Griesmayr, ZDF/Monaco Film 1986
- Deutsche Lebensläufe: Wilhelm Busch. Dokumentarfilm 2007, ARD. Buch und Regie: Harold Woetzel (https://www.youtube.com/watch?v=tA5_6Rzf2Dc)
- Max und Moritz. Die unglaubliche Geschichte eines Kinderbuchs. Dokumentarfilm, Deutschland, 2015, 52:05 Min., Buch und Regie: Claus Wischmann, Produktion: fernsehbüro, rbb, arte, Erstsendung: 5. April 2015 bei arte, Inhaltsangabe von arte (Memento vom 24. Februar 2016 im Internet Archive)